# الدولة المرابطية
الدولة المرابطية هي سلالة مسلمة من الأمازيغ تركزت في أراضي المغرب الحالي. أسست إمبراطورية امتدت على مناطق المغرب الأقصى والأندلس، بدءًا من خمسينيات القرن الحادي عشر واستمرت حتى سقوطها في أيدي الدولة الموحدية عام 1147م، انبثقت من حركة دعوية إصلاحية إسلامية اعتمدت في بدايتها على قبائل صنهاجة بعد التحام عدد من قبائلها الكبيرة. تحول هذا الالتحام إلى سند شعبي لم يلبث بدوره أن تحول إلى سند عسكري أفضى في النهاية إلى نشوء قوة إقليمية اقتصادية لسيطرة تلك القبائل على عدد من الطرق التجارية، إضافة إلى الروح الإسلامية الإصلاحية المبنية على اعتقاد مالكي سني، فسمت نفسها تسمية معبرة عن ذلك وهي «دولة الرباط والإصلاح». كان أول تحرّك عسكري للملثمين صوب قبيلة جدالة، وبعد إتمام ضم بقية القبائل الصنهاجية البدوية إلى دعوتهم تقدموا نحو الشمال لمواجهة الزناتيين المسيطرين على الخط التجاري الواصل بين الصحراء والأندلس، وكان دخول وسيطرة المرابطين على سجلماسة سنة 447هـ باكورة عملياتهم العسكرية الكبرى لتوحيد المغرب الإسلامي.
سيطرت الدولة الجديدة على رقعة جغرافية تمتد من المحيط الأطلسي غربًا وبلاد شنقيط وحوض نهر السنغال جنوبًا وهو مكان مخاض ميلاد الحركة، وامتدّت شرقًا لتحاذي إمبراطورية كانم وتزاحمها على بحيرة تشاد في الصحراء الكبرى. وامتد هذا المجال في الشمال مخترقا جبال الأطلس بتلالها وكبيرها ومتوسطها وصغيرها، وتجاوزت البحر المتوسط فشملت أجزاء من شبه الجزيرة الأيبيرية، وسيطرت على الأندلس. كانت تحدّ دولة المرابطين من الشمال ممالك قشتالة ونبرّة وأراغون، ومن الشرق إمارات بني زيري وبني حماد، وفي جنوب الصحراء بحكم الأمر الواقع، كل من ممالك بامبوك وبوري ولوبي وإمبراطوريتي مالي وغانا.
وأبرز وجوه هذه الحركة هو أمير المسلمين يوسف بن تاشفين الذي أسس مراكش واتخذها عاصمة للدولة، ودخل الأندلس وأخضعها لسلطته بعد معركة الزلاقة، بعد أن استنجده ملوك الطوائف من زحف الممالك المسيحية القشتالية. 
وعايش ابنه الأمير علي بن يوسف أبرز فترات الدولة المرابطية، ففي حكمه الذي استمر قرابة 37 سنة، وصل سلطان المرابطين بالأندلس إلى الذروة في السنوات العشر الأولى، حيث توطدت دولتهم حتى أوشكوا على استرداد كل ما غنمه ألفونسو السادس، ثم تلتها فترة ركود تأرجح فيها مصيرهم بتوالي الانتصارات والنكسات، تلتها فترة النكبات وقيام الثورات في الأندلس وفي المغرب حيث قامت حركة الموحدين التي قضت على دولة المرابطين بدخولها العاصمة مراكش سنة 541هـ.

## الاسم
مصطلح "المرابطون" يأتي من الكلمة العربية "المرابط"،
في اللغة العربية، تعني كلمة "المرابط" حرفيًا "الشخص الذي يربط" ولكنها تعني مجازيًا "الشخص المستعد للمعركة في الحصن".
كان اسم "المرابطون" مرتبطًا بمدرسة من مدارس الشريعة المالكية تسمى "دار المرابطين" التي أسسها عالم يُدعى وجاج بن زلو في السوس الأقصى (المغرب حاليا). أرسل ابن زالو تلميذه عبد الله بن ياسين للتبشير بالإسلام المالكي بين البربر الصنهاجيين. ومن ثم، فإن اسم المرابطين يأتي من أتباع دار المرابطين، "بيت أولئك الذين كانوا مرتبطين معًا في سبيل الله".
ليس من المؤكد بالضبط متى أو لماذا اكتسب المرابطون هذا اللقب. في عام 1068، قبل ذروتهم، أطلق عليهم أبو عبيد البكري اسم المرابطين، لكنه لم يوضح أسباب ذلك. وبعد ثلاثة قرون، اقترح ابن أبي زرع أن عبد الله بن ياسين اختار هذا الاسم في وقت مبكر.
قد يكون الاسم مرتبطًا برباط وجاج بن زلو اللمطي في قرية أغلو (بالقرب من تزنيت الحالية)، حيث تلقى الزعيم الروحي المرابطي المستقبلي عبد الله بن ياسين تدريبه الأولي. لاحظ كاتب السيرة المغربي في القرن الثالث عشر ابن الزيات التديلي، والقاضي عياض من قبله في القرن الثاني عشر، أن مركز التعلم في وجاج كان يسمى دار المرابطين، وربما ألهم هذا اختيار ابن ياسين لاسم الحركة.

## التاريخ
عند ظهور المرابطين، كان المغرب الأقصى يخضع لحكم عدة دويلات أو تجمعات قبلية، أبرزها أربع شوكات قوية لها وزنها: برغواطة وغمارة ومغراوة في الوسط والشمال وطوائف من الشيعة البجلية والوثنيين في الجنوب.

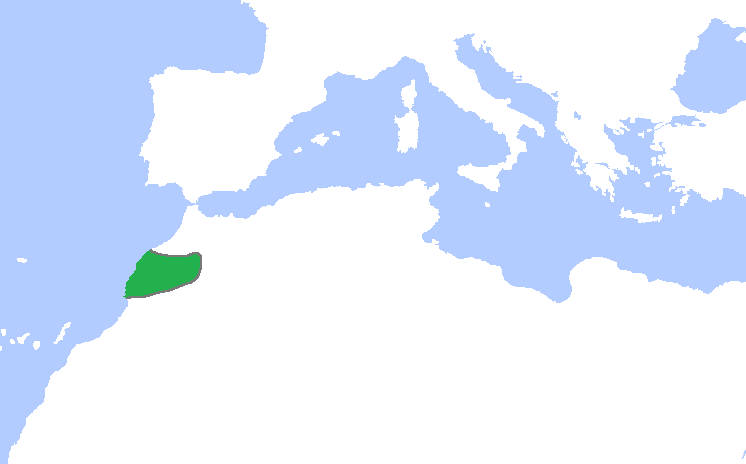
الامتداد الجغرافي لدولة برغواطة.

تأسست في برغواطة دولة في القرن الثاني الهجري في تامسنا (الشاوية حاليًّا)، تمتدُّ من الرِّبَاط الحالية إلى بلدة أزمور مصب أم الربيع. أشهر حكامها صالح بن طريف البرباطي، نسبة إلى نهر برباط بالأَنْدَلُس؛ فصارت كلمة برباطي تُطلق على كل من اعتنق ديانته، ثم حُرِّفَت مع الوقت إلى برغواطي. ادعى ابن طريف النبوة، فأخرج لهم قرآنًا بلغة بربرية محلية يتكون من ثمانين سورة، ومن شرائعه صوم رجب بدل رمضان، وأضاف في الوضوء غسل السرة والخاصرتين، وأباح الزواج بأكثر من أربع وغيرها من الشرائع. وكانت المالكية تُكّنُ عداءً كبيرًا للبرغواطيين، خاصة وقد أجمع فقهائها على خروج البرغواطيين عن الإسلام؛ فأوجبوا حربهم بعد أن دخل تحت حكم البرغواطيين الكثير من القبائل، فأطلقوا حملة لقتال المرتدّين، فقاتلهم الأدارسة في بداية الأمر، ومن بعدهم الأمويين والمغراويين.
أما غمارة، فكانت قبائل تسكن جبال الريف الممتدة من سبتة وطنجة غربًا، إلى وادي نكور (الذي كانت تحمل اسمه مملكة نكور) بالقرب من الحُسَيْمة الحالية، وتمتد جنوبًا إلى قرب مدينة فاس، وغمارة أحد قبائل مصمودة، وقد اشتهرت بالمشعوذين وكان يقصدهم الخوارج للاحتماء في جبالهم. ظهر فيهم حاميم الغماري وهو رجل ادعى النبوة ووضع لهم قرآنًا بلغتهم المحلية، ومن تعاليمه تحليل أكل أنثى الخنزير، وأسقط عنهم الحج والطهر والوضوء، وحرَّم بيض الطيور.
استقل بنو مغراوة الزناتيين عن الدولة الأموية في الأندلس سنة 390هـ / 1000م وبسطوا سيطرتهم تدريجياً بدءاً من فاس حتى سجلماسة وأغمات وتامدولت، بعدما خاضوا صراعات مستمرة وفوضى سائدة جعلت الحياة اليومية لا تطاق وحالت دون أي نشاط اقتصادي طبيعي في عهد الزناتيين. يبدو أن شيئا ما في هذه الوضعية العامة قد استفز فقهاء المالكية ودفعهم إلى التنديد بها ومعارضتها علنياً، خصوصاً وأن الزناتيين لم يكونوا خصوماً من الوجهة الدينية بحكم كونهم من أهل السنة في ذلك الوقت، بل أن منهم من كان مولع بجهاد برغواطة. لكن سلسلة من المجاعات التي استمرت من سنة 380 هـ إلى 462 هـ، جعلت الزناتيون يثقلون بالضرائب على الرعية بشكل دفع الفقهاء، وبالخصوص أبي عمران الفاسي، إلى إعلان الثورة ضدهم بدعوتهم إلى تغيير منكر المظالم وأمرهم بمعروف رد الحقوق إلى أصحابها. الأمر الذي يؤكد الروابط الوثيقة بين آراء الفقهاء المعنيين بالحركة المرابطية منذ أن كانت مشروعاً.
كان اسم المُلَثَّمين يطلق على قبيلة لمتونة ثم توسع وأصبح شعارًا لكل من حالف لمتونة ودخل تحت سيادتها بحرصهم على نشر الإسلام ومواجهة شوكة من يعاديه. يعود تاريخهم إلى أيام تيولوثان بن تيكلان اللمتوني، الذي حارب القبائل الوثنية ونشر بينها الإسلام. سكنوا منطقة تمتد من غدامس شرقًا إلى المحيط الأطلسي غربًا، ومِن جبال درن شمالاً إلى وسط الصحراء الكبرى جنوبًا. افترق بعد تلك الحقبة المُلَثَّمون، واستمرَّ شتاتهم مدة مائة وعشرين سنة، وأصبحت قبائلهم تفتقر إلى دعم ديني وروحي. بعدها تحالفت قبائل صنهاجة الكبرى، بمثابة ردة فعل، من طرف تلك القبائل على ما عانته من تهميش وإبعاد عن المنافع والأرباح التي كانت توفرها التجارة عبر الصحراء وذلك بعد أن سلبت منها مدنها التجارية وعلى رأسها أودغشت، بعد تمكن التحالف بين زناتة ومملكة غانا من إسقاط مملكة أودغست الصنهاجية في أواخر القرن الرابع الهجري، وطرد الملثمين من عاصمتهم، وحل محلهم الزناتيون والعرب في سكناها واستغلال مكانتها التجارية. أدت هذه الوضعية إلى انزواء الملثمين في أعماق الصحراء وابتعادهم عن واحاتها ومراكزها التجارية. كان للجفاف الذي عرفته صحراء الملثمين في بداية القرن الخامس الهجري أثر كبير على ثروتهم الحيوانية ودور في الضغط عليهم من أجل البحث بشكل جدي أكثر من أي وقت مضى عن مصدر آخر للعيش، مما دفعهم إلى التفكير في استعادة دورهم التجاري في المنطقة. فتوحدوا في ظل قيادة واحدة، بزعامة أبي عبد الله محمد بن تيفاوت المعروف ب تارشتا اللمتوني والذي اشتهر بالصلاح والجهاد. وكان شعاره الجهاد في سبيل الله من أجل نشر الإسلام على نهج أهل السنة والجماعة في ربوع الصحراء والسودان الغرب. إلا أنه توفي بعد ثلاث سنوات من توليه زعامة الحلف الصنهاجي، وكان مقتله على يد جيوش مملكة غانة، فخلفه صهره يحيى بن إبراهيم.

## النشأة والتأسيس
لما انتقلت الرئاسة إلى يحيى بن إبراهيم، خرج من دياره قاصدًا الجزيرة العربية لأداء فريضة الحج تاركًا ابنه إبراهيم على رأس السلطة عام 427 هـ/1035م. وبعد أداء الفريضة، انطلق بين المدارس الفقهية طالبًا العلم، فكان لقائه في القيروان بالإمام أبي عمران الفاسي. شرح يحيى لأبي عمران جهل قومه بأصول الدين، وطلب منه أن يبعث معه أحد طلبته ليعلم قَومه، وكانت تلك هي اللبنة الأولى التي قامت عليها الدولة الصحراوية على أسس دينية حسب مفهوم أهل السنة والجماعة، للقضاء على الفوضى السياسية والدينية التي كانت تعيشها بلاد المغرب.

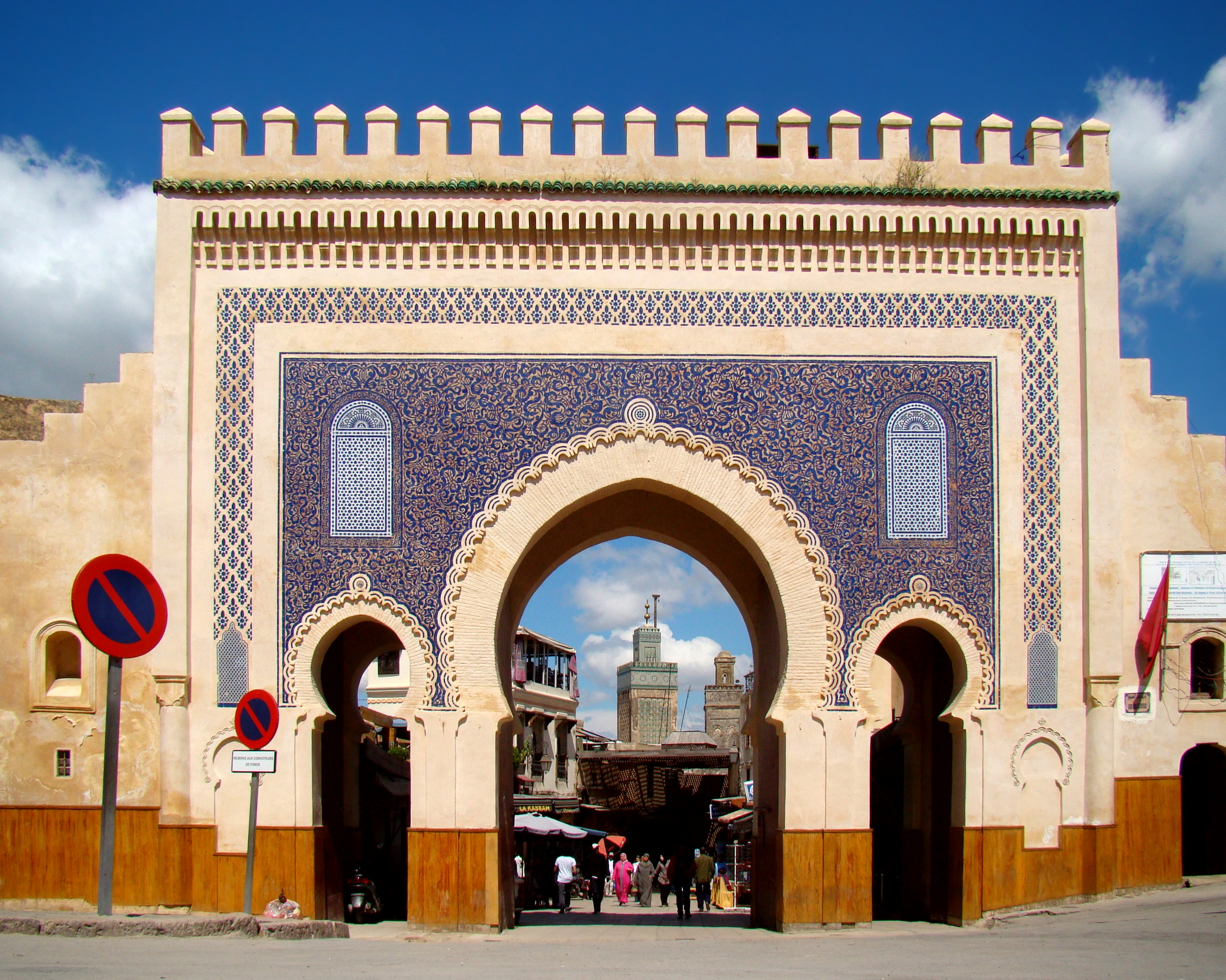
باب أبي الجنود، تم بنائه سنة 859م في فاس، المدينة التي نشأ وتعلم فيها أبي عمران الفاسي.

كان أبو عمران الفاسي قد نشأ في فاس التي كانت تحت سلطة مغراوة. حاول أبو عمران مواجهة هذه القوى السياسية في مسقط رأسه؛ إلا أنه فشل في ذلك، واضطر للخروج من المغرب إلى القيروان، ليرسم فيها أطر دعوة إصلاحية بمشاركة عناصر أخرى مشرقية، بعد أن رحل أبو عمران قبل ذلك إلى بغداد، وقيل جالس الفقيه الأشعري الماوردي، وربما اطّلع على مؤلفاته التي اشتهرت بعمقها في الفكر السياسي، والتي أبرزت تفهم كاتبها لمعطيات عصره السياسي، فاشترط تحالف الدين والقوة والمال من اجل إقامة الدولة. ويبدو أن أبا عمران كان شديد التأثر بتلك الرؤية، حين سعى إلى تطبيقها بالمغرب، عن طريق الاستعانة بعصبية صنهاجة، والتحكم في تجارة السودان لإقامة دولة المرابطين. كان خطاب أبي عمران ليحيى بن إبراهيم ذا مدلول ينبئ عن مشروع جهادي إصلاحي كان يسعى إلى تحقيقه لمواجهة التفكك المذهبي في المنطقة وتصحيح الأوضاع التي بسببها خَرج من موطنه مُكرهًا. 
عرض أبو عمران المسألة على طلابه، الذين اعتذروا متذرعين ببُعد الصحراء وبداوة سكانها وغلظة طباعهم، وعدم تعودهم على الانصياع لأوامر الدين، ورأوا أن انتقاد عاداتهم المخالفة للإسلام، سيعرضهم للخطر. فوجه الفقيه رسالة مع الأمير يحيى ابن إبراهيم إلى تلميذ له كان يعيش على الحدود الشمالية للصحراء بالمغرب الأقصى، يعرف بوجّاج بن زلّو اللمطي الذي ينتمي إلى الشرفاء الأدارسة، يطلب فيها منه أن يوفد مع يحيى من يثق به.

استقر وجاج بن زلو برباط على وادي نفيس في غرب أغمات، وتتلمذ على يده هناك عبد الله بن ياسين. انتقل بعدها وجاج إلى أكلو لتأسيس مدرسة ورباط بها (في الصورة).

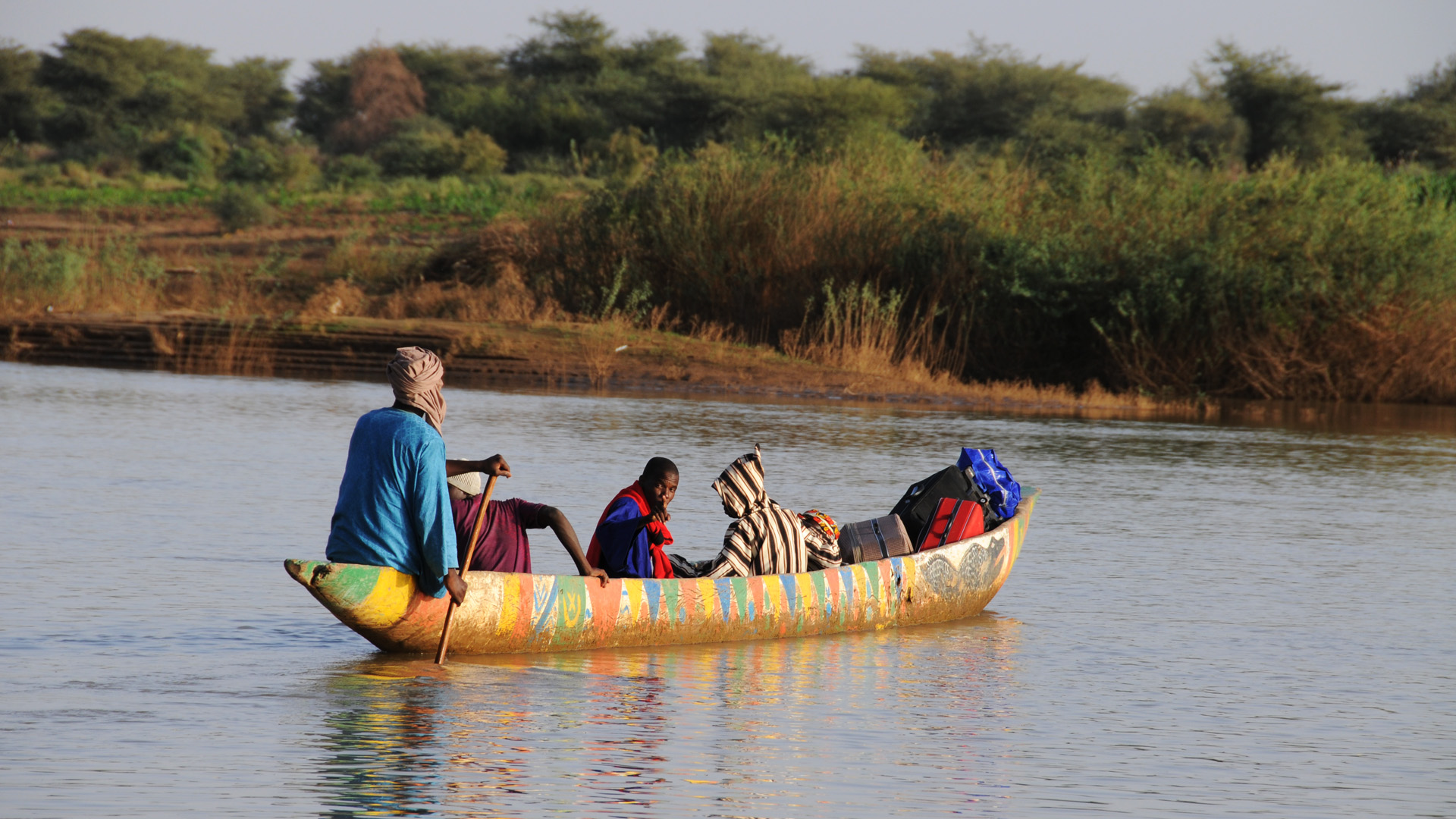
نهر السنغال، في نقطة قريبة من الحدود الموريتانية السنغالية الحالية.

كان رباط وجاج يقع بقرية أكلو والتي اشتهرت لاحقًا بكونها مهد انطلاق الدعوة المرابطية. ولقد أثرت مسألة هل رباط أكلو هو المنطلق الفعلي لدولة المرابطين أم رباطًا آخر أسسه وجاج ودرس فيه عليه عبد الله بن ياسين قبل تأسيس مدرسة أكلو، تتضارب آراء الباحثين حول هذه المسألة. وقع اختيار وجاج على عبد الله بن ياسين الذي اصطحبه الأمير يحيى إلى الصحراء. وأثناء عبورهما لها، حرص يحيى على أن يظهر ابن ياسين في أعين الملثمين كأنه شخص مقدس، فكان كلما اقتربا من حي من أحياء صنهاجة ينزل عن دابته، ويقود بالفقيه دابته إعلاء لشأنه وتكريمًا له، ويصفه لهم بأنه حامل سنة رسول الله، قد جاء يعلم أهل الصحراء ما يلزمهم في دين الإسلام. وأقاما هناك رباطاً، بلغ عدد دارسيه سبعين رجلاً يتعلمون ويتفقهون في الدين بواسطته، ثم زاد عددهم حتى أمرهم ببناء مدينة في موضع يقال له «أرتنني» ففعلوا طائعين، إلى أن نشأ خلاف بينهم، فثاروا ضده وهدموا داره وأخذوا منه بيت مالهم، فخرج متسترًا، وأراد العودة إلى شيخه وگاگ. لكن اعترض عليه من بقي معه وطالبوه بالانزواء مع من يرغب في صحبته والتعلم عليه في جزيرة منعزلة، فاقتنع بذلك، وكانوا سبعة من جدالة وإثنين فقط لمتونة، هما يحيى بن عمر وأخوه أبي بكر. وظلت جماعات التائبين تتوارد عليه إلى أن اجتمع حوله ألف رجل فحولوا ملجأهم إلى رباط انطلق منه المجاهدون لإخضاع قبائل الصحراء. أفلح عبد الله بن ياسين في تحريك القبائل الصحراوية من لمتونة وكدالة ومسوفة وغيرهم. وكان ابن ياسين يستشير شيخه وجاج بن زلو ويرجع إليه في تدبير أموره، وكان يتم التواصل بينهما بالمراسلات. وقد احتفظت المصادر التاريخية بواحدة منها تتضمن توضيح ابن باسين موقفه من شن الحروب على القبائل الخارجة عليه وتشدده في الحدود، بعد أن أنكر عليه شيخه وجاج ذلك.

## بداية الدعوة
كان الرباط الذي أقامه ابن ياسين بنهر السنغال يقع قريبًا من مملكة غانا، متعمدًا الاقتراب لتدريب جماعته في بيئة جهادية، والعيش في الرباط في حالة استنفار وحرب مستمرة، لكنه غير بعيد عن ديار المُلَثَّمين، كي يستند إليهم في حالات الخطر. وعمل على تحكيم الشريعة الإسلامية في مُجْتَمَعه الجديد، واهتمامه البالغ بالفقهاء والعلماء جعلهم يلتفون حوله ويسعادونه على تربية المرابطين بالرباط وتعليمهم وتأهيلهم للمرحلة القادمة، وكان لا يمنعه الحياء من طرد مَن لا يراه مناسبًا لهدفه المنشود. فتحول رباط السنغال إلى منارة في تلك الصحاري، وأصبح يستقطب أبناء قبائل صنهاجة إليه، كما وفر بعض الأمن والاستقرار في تلك المنطقة، مما شجع القوافل على المرور بها، فأدَّى ذلك إلى ازدهار التجارة. وتميَّز الرِّبَاط بإدارة وتنظيم جيد ساعد على تشكيل مجلس للشورى، وجماعة للحلِّ والعقد تطورت مع مرور الأيام، وأصبحت مرجعية عليا لِلْمُلَثَّمِين. وبتقدم مرحلة تكوين المرابطين الفقهية والحركية والتنظيمية، أصبح لعبد الله بن ياسين رجال يعتمد عليهم في تبليغ الدعوة لترغيب النَّاس في الإسلام، بدأ بإرسالهم إلي القبائل، فلبت مجموعة منها. ثم أمر تلاميذه أن يذهب كل منهم إلى قبيلته ليدعوهم إلى العمل بما أنزل الله لنبيه، فلم يجدوا استجابة كبيرة من أقوامهم، فخرج إليهم بنفسه، فجمع شيوخ القبائل ووعظهم خلال سبعة أيام، فلم يستجيبوا، فلمَّا يئس منهم أعلن الجهاد عليهم.

### إعلان الدعوة

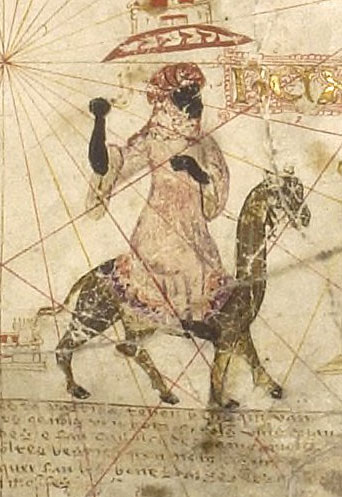
الأمير أبو بكر بن عمر وهو بالقرب من نهر السنغال والنيجر، في خريطة بحرية لرسام الخرائط الميورقي ميسيا دي فيلاديستيس التي تعود لسنة 1413م. وأبو بكر هو أخو يحيى بن عمر، اشتهر بفتوحاته في القارة الأفريقية.

حين باشر يحيى بن إبراهيم للقتال ومضى للحرب بنفسه، فقام ابن ياسين فأدَّبه، لأنه اعتبَرَها خطوة متهورة وعدم ضبط للنفس، خصوصًا وأن الرجال المرابطين كانوا غير مستعدين للمنازلة. لكن بعدما رأى ابن ياسين أنه استكمل التدريب وجهز العدة، تحرّك بالمرابطون أولاً صوب قبيلة جدالة، حيث اشتبكوا معهم وهزموهم وانقاد من تبقى منهم لدعوة بن ياسين، ثم ساروا إلي قبيلة لمتونة فقاتلوهم وانتصروا عليهم، ودخلوا في طاعة المرابطين، ثم مضوا إلى قبيلة مسوفة فدخلت تحت لوائه وبايعوه، فلما شهدت باقي قبائل صنهاجة هذه الأحداث بادرت إلى مبايعة عبد الله بن ياسين، وقلدتها كثير من قبائل الصحراء في ذلك. فترك في كل من تلك المنازل أحد من تلامذته يعلمهم القرآن وشرائع الإسلام. تُوفي الأمير يحيي بن إبراهيم في إحدى الغزوات المرابطية، فقدَّم ابن ياسين مكانه يحيى بن عمر اللمتوني، بعد أن اعتذر جوهر الجدالي زعيم جدالة بعد ابن إبراهيم، ورفضه المنصب. يُعد قرار ابن ياسين وجوهر قرارًا سياسيًا بعيد النظر، فصرفهم الزعامة إلى رجل لمتوني لرئاسة قوم غالبيتهم من جدالة فيه معانٍ تربوية تقاوم تقاليد العصبيات القديمة، وكذلك تجذب اللمتونيين لدخول الدعوة المرابطية. وبذلك أصبح للحركة قيادة دينية وسياسية ومجالس شورى. وتحت زعامة يحيى بن عمر دخل الآلاف من قبيلة لَمْتُونة في جماعة المرابطين.
صوب المرابطين أعينهم نحو إمبراطورية غانا لإسترجاع أوداغست التي كان يسيطر عليها صنهاجة في حلفهم السابق، فتوجهوا إلى الشرق نحو منحنى النيجر سنة 447 هـ 1056م، وخاضوا معركة قاسية توفي خلالها يحيى بن عمر، وانتصر المرابطون في الأخير، واستولوا على أوداغست وتوسعوا جنوبًا في بلاد غانا حتى وصلوا ديار التكرور، الذين تحالفوا معهم وفتحوا الكثير من بلاد السودان الغربية. فذاعت شهرة المرابطين في أرجاء الصحراء بسبب صدهم للفساد والنهب بحد السيف، ونشر تعاليم الإسلام على منهج المذهب المالكي، فتضاعف عدد المرابطين بذلك، كما زاد رصيد بيت المال بأموال الأعشار والزكاة، الأمر الذي مكنهم من مواصلة حملتهم لنشر الدعوة مدة أربعة عشر عاماً حتى خضوع عاصمة غانا سنة 454 هـ 1062م.

### فتح بلاد السوس
سنة 444 هـ / 1053م كتب زعيم فقهاء سجلماسة ودرعة، وجاج بن زلو اللمطي، إلى تلميذه عبد الله بن ياسين يُرغِّبه في مساعدتهم للتخلص من حكامهم زناتة المغراويين وأميرهم مسعود بن واندين. بالإضافة للهاجس الديني، كان الطلب يحمل نبرة أخوية قبلية، حيث كانت تستوطن جهة سجلماسة أقلية مهمة من صنهاجة وسط سلطة زناتية.
استشار ابن ياسين مجلسه، فكان القرار بالإجماع على مد يد المعونة لهم، وقالوا له: «أيُّها الشيخ الفقيه، هذا ما يلزمنا فَسِرْ بنا على بركة الله.» فخرجت جموع المرابطين في الثلث الأول من سنة 445 هـ إلى بلاد درعة، وعدتهم ثلاثون ألف جمل. تصدى لهم المغراويين، وانتهت المعركة بهزيمة المغراويين ومصرع مسعود وتشتت جيشه، فدخل ابن ياسين سجلماسة وعين عليها عاملاً من لمتونة وحامية مرابطية وهي قاعدة أنشئوها قرب سجلماسة تعرف باسم مدينة تبلبالة، وغير مَا وجد بهَا من منكرات حسب مفهومه الأصولي للدين، كآلات الموسيقى ونحو ذلك، وأحرق الدّور الَّتِي كَانَت تبَاع بهَا الخمر وأزال الضرائب التي كانت تخنق الناس كالمكوس، ثم عاد إلى الصحراء.
انفرد البكري بذكر حادثة انتفاضة ساكنة سجلماسة على المرابطين، بسبب صرامتهم في الأمور الدينية والإجتماعية وأثرها على الجانب الاقتصادي، فتحول الفقهاء إلى أقلية وسط أغلبية ساخطة. استغل الأعيان والتجار هذا الأمر فأجهزوا على ممثلي المرابطين بالمدينة مستغلين تواجهدهم مجموعين بالمسجد. فعادت سجلماسة لسلطة مغراوة الزناتيين.
بعد النكسة ظهرت مشكلة أخرى، وهي انشقاق قبيلة جدالة، بسبب التهميش الذي لاحظوه في كون زعماء الجيش، يحيى بن عمر وأخوه أبو بكر، كلهم من لمتونة، بينما في السابق كان يحيى بن إبراهيم، الجدالي، مطاعا بين كل الملثمين. قام عبد الله بن ياسين بتوزيع الجيش المرابطي على الشكل التالي: يحيى بن عمر بمنطقة أدرار بالقرب من جدالة تحسبا لأي تمرد أو غارة على مُؤَخَّرَةُ الجيش، وأبو بكر بن عمر متقدما في أعلى درعة وقوات ابن ياسين في موقع وسط بينهما.
سنة 448 هـ حاصر نحو ثلاثين ألفاً من مقاتلي جدالة قوات يحيى، وكان معه لبّي بن ورجاي رئيس تكرور، وكان التقاؤهم بموضع يسمى تيفريلى بين تاليوين وجبل لمتونة.
تُوفى الأمير يحيى بن عمر، فَعيَّن عبد الله بن ياسين أخاه أبي بكر مكانه، فتأهَّب أبو بكر لغزو بلاد السوس. وفي ربيع الثَّانِى سنة 448 هـ/يونيو سنة 1056م، سار المرابطون صَوْبَ بلاد السوس، وفي معركة الواحات بزغ نجم يوسف بن تاشفين التي لعب فيها دور قائد مقدمة جيش المرابطين المهاجم، وبعد فتح مدينة سجلماسة عيَّنه الأمير أبو بكر واليًا عليها، فأظهر مهارة إدارية في تنظيمها، ثم غزا بلاد جزولة وفتح ماسة ثم سار إلى تارودانت قاعدة بلاد السوس وفتحها، وكان بها طائفة من الشيعة، فحل مذهب أهل السنة والجماعة في مكانها.

### أغمات
سار المرابطون بعدها إلى مدينة أغمات وحاصروها، فاضطر أميرها لقوط المغراوي إلى الفرار، فدخلها المرابطون عام 449 هـ/1057م وأقاموا فيها شهرين، وتتبعوا فلول المُغراويين، واستطاعوا قتل أميرهم الفار، وتزوج أبو بكر بن عمر من زينب النفزاوية زوجة لقوط المغراوي. ثم سارت جموع المرابطين إلى أرض برغواطة، ونشبت بينهم معارك متتالية أصيب فيها موجِّه الحركة المرابطية ابن ياسين بجراح فحُمل إلى مقرِّ القيادة في معسكر المرابطين، وجمع شيوخ المرابطين وحثَّهم على القتال وحذَّرهم من التفرقة والتحاسد، وفارق الحياة بعدها. واتفق المرابطون على اختيار أبي بكر مكان ابن ياسين، وبايعوه، فجمع بذلك بين الزعامة الدينية والسياسية، إلا أن القاضي عياض وابن خلدون يؤكدان على أنه وقع الاختيار للزعامة الدينية على سليمان بن حدو. تولَّى القائد الجديد الزعامة وخرج لقتال جنود الدولة البرغواطية، فهزمهم، وأعلنوا له الطاعة والولاء، ثم قصد أبو بكر مدينة أغمات، فمكث بها.

تابع أبو بكر سيره في شهر صفر سنة 452 هـ/مارس 1060م، ففتح كل بلاد زناتة ومكناسة ولواتة بعد حصارها. وعاد إلى أغمات، قاعدة المرابطين العسكرية، وبعض اكتظاظها قرر أبو بكر اختيار عاصمة له. فوقع اختياره على موقع مراكش الحالية. وبعد التخطيط شرعوا في بنائها، لكن خبر إغارة قبيلة جدالة على لمتونة، جعلت من الأمير يسير إلى الصحراء لأجل الإصلاح بين القبائل المتنازعة، فقسَّم جيشه إلى فريقين، أبقى نصفه مع ابن عمه يوسف وكُلّفه بتأديب القبائل المغربية المتمردة كمغراوة وزناتة وبنى يفرن. وسار أبو بكر للتوسط بين لمتونة وجدالة، وتمكّن من ذلك، ثم توسع في جهاد قبائل الصحراء من السود الوثنيين لتدخل في الإسلام؛ وبعد تعمقه في الصحراء وتحقيق نجاحات كبيرة في مهمته الدعوية؛ رجع إلى المغرب الأقصى بجيوشه؛ فاستقبلهم يوسف بن تاشفين بحفاوة عظيمة، ووقع اختيار أبو بكر بن عمر على يوسف بن تاشفين ينوب عنه على حُكم المغرب، بعد أن جمع شيوخ المرابطين والكُتَّاب والشهود، وأشهدهم على نفسه بالتخلي ليوسف عن الإمارة، معللاً اختياره لتدين وشجاعة وعدل يوسف، وأوصاه: 
| الدولة المرابطية | يا يوسف إنِّي قد ولَّيتُك هذا الأمر وإنِّي مسئول عنه؛ فاتق الله في المُسْلِمين، وأعتقني وأعتق نفسك من النار، ولا تُضيِّع من أمر رعيتك شيئًا؛ فإنَّك مسئول عنهم، والله تعالى يصلحك ويمدك ويوفقك للعمل الصالح والعدل في رعيتك، وهو خليفتي عليك وعليهم. | الدولة المرابطية |

. فزوده يوسف بالمال والخيل والمؤن، وعندها استأنف أبو بكر الجهاد والغزو. وطلق أبو بكر زينب النفزاوية عندما عزم على السفر مبررًا ذلك بكونها لا طاقة لها على العيش والترحال المستمر مع الجيش تحت حرارة الصحراء، ونصحها بالزواج بابن عمه، فتزوَّجها يوسف بعد تمام عدَّتِها.

## توحيد المغرب
توجه يوسف بن تاشفين شمالا لمواجهة الزناتيين، واستفاد من الخلافات القائمة بين قادة تلك البلاد، فتحالف مع بعضها من أجل قتال الباقي، واستطاع أن يدخُلَ فاس من دون قتال سنة 455 هـ، إلى أن تمرَّد أهلها، وفي سنة 1067م تمكن من فتح كل البلاد الواقعة بين الريف وطنجة. وأعاد فتح فاس بالقوة بعد حصاره لها، فقضى بذلك على شوكة زناتة: مغراوة وبني يفرن، ونظم مساجدها وفنادقها وأسواقها، وخرج منها سنة 463 هـ متوجها إلى منطقة واد ملوية الشرقية. احتاج المرابطون بين فتح فاس ومنطقة تازة إلى ست سنوات من الصراع، صعب الأمر تحالف تازة مع الفاطميين، انتهت تلك المنطقة بوضع يدها في يد المرابطين. فأصبحت منطقة تازة ثغرًا منيعًا بينه وبين زناتة؛ يعتبر عام 467 هـ 1074 فاصلًا في تاريخ الدولة المرابطية؛ إذ بسط يوسف نفوذه على سائر المغرب الأقصى الشَّمَالي باستثناء طنجة وسبتة. وفي شبه الجزيرة الإيبيرية اضطر المعتمد بن عباد ملك طائفة إشبيلية أن يكتب إلى يوسف بن تاشفين يستدعيه للحوز برسم الجهاد ونصر البلاد. فأجابه يوسف بن تاشفين بقوله لا يمكنني ذلك إلا إذا ملكت طنجة وسبتة. وفي حملته بين 1071 و1075 فتح فيها كرسيف ومليلية وسائر بلاد الريف وقضى على إمارة نكور وخرب مدينتها، تم توجه إلى بلاد المغرب الأوسط فافتتح مدينة وجدة وبلاد بني يزناسن. ثم افتتح مدينة تلمسان وقتل أميرها ورجع إلى عاصمته مراكش سنة 1075. وسار المرابطون إلى طنجة بجيش من اثني عشر ألف فارس مرابطي وعشرين ألفًا من سائر القبائل، وانتصروا وفتحوها سنة 1077. عاد بن تاشفين إلى المغرب الأوسط وافتتح وهران حتى وصل مدينة الجزائر ودخلها، وتوقف عند حدود مملكة بجاية التي حكمها بنو حمَّاد، فأقام يوسف في مدينة الجزائر الجامع الكبير. وعاد إلى مراكش عام 475 هـ 1081م، وتوحَّد بذلك المغرب الأقصى بعد ثلاثين عامًا من القتال.

### تأسيس مدينة مراكش
عندما استقر جيش المرابطين الضخم بمدن أغمات وأوريكة، اشتكى شيوخ تلك المدن إلى الأمير أبو بكر بن عمر من ضيق المكان وكثرة الخلق وصعوبة العيش على تلك الحال، فطلب منهم الأمير أن يعينوا له موضعاً لبناء مدينة جديدة. وبعد اتفاق شبوخ قبائل مصمودة، وقع الاختيار على مكان محايد بين القبيلتين المتنافستين في المنطقة، وهما هيلانة (وأصلها «ايلان» كما ذكرها الإدريسي والبكري) وهزميرة (وأصل اسم هذه الأخيرة «إزمارن» وتعني الأكباش) كونها أرضا رحبة واسعة، غير مأهولة يمر بها وادي نفيس، قريبة من جبل درن، وكونها مسرحاً خصيباً للجِمال والدواب يليق بمقصد الأمير، ولأنها مناسبة لما ألفوه في الصّحراء. تم وضع أساس مراكش سنة 462 هـ 1069م، وشرعوا في بناء الدور من غير تسوير عليها، وفي عام 463 هـ 1070م، استخلف الأمير أبو بكر ابن عمه يوسف بن تاشفين مكانه على المغرب، فأكمل يوسف بناء مراكش وحصنها وأعانته القبائل في ذلك. ويرى بعض المؤرخين أنّ مدينة تُنبكتو بُنيت في نفس مرحلة بناء مرّاكش، على يد أبناء عمومة جدالة ولمتونة، وهم قبائل مسوفة المنتشرة بالتكرور.

## الأندلس
بقيت سبتة المدينة الوحيدة التي لم تخضع له، فقام يوسف بن تاشفين سنة 476 هـ 1083م بتوجيه ابنه المُعزَّ بجيش إلى سبتة لفتحها، فحاصرها برًّا وبحرًا، ودارت معركة بحرية واستطاع المرابطون فتحها عام 1084م. كان حال الأندلس على نفس حال المغرب حين وصل يوسف بن تاشفين إلى سدة الحكم، حيث كان الحكم مبعثرًا بين ملوك الطوائف التي كانت متناحرة فيما بينها، واستغل ألفونسو السادس ملك قشتالة تلك الأوضاع المتدهورة للأندلس وأقدم على احتلالها، فضم طائفة طليطلة، وما بعدها حتى بلغ جزيرة طريف. فاستنجد أهل الأندلس بالمرابطين، وكان أبرزها الوفد المكون من قضاة إشبيلية وبطليوس وغرناطة. وعندما اطمئن الأمير المرابطي من أمر بلاد المغرب بعد توحيدها وتحسن أوضاعها؛ قرر العبور إلى الأندلس بعد أن اقترح عليه وزيره ومستشاره ابن أسبط الأندلسي الأصل، أن يطلب من المُعْتَمِد أن يتنازل عن مدينة الجزيرة الخضراء كي يتصرف بها جيشه بحرية ويتمكن من عبور البحر متى شاء، فوافق المعتمد وجمع القضاة والفقهاء، وكتب عقد هبة الجزيرة الخضراء للأمير يوسف، وتسليمها له بحضورهم، وكان يحكمها يزيد الراضى بن المُعْتَمِد، فأرسله إليه أمره بإخلائها وتسليمها للمرابطين.
وبعدها أعلن الأمير يوسف حالة النفير العام من أجل الجهاد في الأندلس، فجائته قوات من مراكش ومن الصحراء وبلاد الزاب ومن مختلف نواحي المغرب، وبعد تجهيز السفن، كان أول من نفَّذ أمر العبور القائد العسكري المرابطي داود بن عائشة، وتمركز في الجزيرة الخضراء، وتتابعت كتائب المرابطين، وكانت معهم إبلٌ كثيرة، الأمر الذي أثار دهشة ساكنة الأندلس. كان ركب الأمير يوسف وكبار قادة الجيش والفقهاء آخر من عبر البحر، وكان ذلك يوم الخميس بعد الزوال منتصف ربيع الأول 479 هـ 1086م، وبدأوا في تحصين الجزيرة الخضراء، وترميم أسوارها وأبراجها، ثم سار متوجهًا إلى بطليوس واستراح بإشبيلية ثلاثة أيام، وجه خلالها رسائل إلى ملوك الطوائف يستنفرهم للجهاد، فكان أول من لبى الدعوة عبد الله بن بلقين صاحب غرناطة، وأخوه تميم صاحب مالقة، وأرسل ابن صمادح صاحب ألمرية ابنه المعز، فاستقبلهم صاحب بطليوس المتوكل بن الأفطس بالقرب من مدينته، فتابعوا سيرهم حتى حطَّ رحاله عند سهل الزلاقة، وكان يبعد عن بطليوس ثمانية أميال. كان ألفونسو السادس مشغولاً بمحاصرة سرقسطة، فاضطر إلى رفع الحصار عنها، وعاد إلى طليطلة ولملم جيشه، فالتحم الجيش القشتالي بالمرابطي والأندلسي في معركة الزلاقة عام 479 هـ 1086م، التي انتهت لصالح المسلمين بنصر كبير. وقبل رجوع الأمير يوسف إلى المغرب، جمع رؤساء الأندلس ونصحهم بالاتفاق والائتلاف، وأن تكون كلمتهم واحدة، ولقب يوسف بن تاشفين «أمير المسلمين». (راجع لقب الإمارة).
لكن سرعان ما تدهورت الأوضاع لأن -الخلافات بين ملوك الطوائف- عادت إلى سابق عهدهم، فاضطر يوسف ابن تاشفين إلى أن يعود ثانية إلى الأندلس سنة 481 هـ، حيث رأى ابن تاشفين أن الحل يكمن في عزل ملوك الطوائف وتوحيد الأندلس مع المغرب، خاصة بعدما بلغه مصالحة بعض ملوك الطوائف كالمعتمد بن عباد وعبد الله بن بلقين لألفونسو السادس على أداء الجزية، التي كانت الجزية ثقيلة، فأكثر ملوك الأندلس الضرائب على رعيتهم، حتى وصفهم ابن حزم بقوله: «لو وجدوا في اعتناق النصرانية وسيلة لتحقيق أهوائهم ومصالحهم لما ترددوا »، فاشتكى فقهاء الأندلس إلى يوسف بن تاشفين وأجازوا له خلع ملوك الطوائف وتفكيك دولهم، بل جاءته فتاوى أعلام أهل المشرق كالإمام الغزالي والطرطوشي تؤيد هذا الرأي.

### عزل ملوك الطوائف

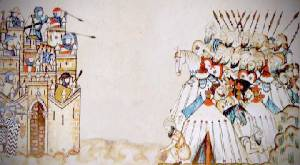
المرابطين تحت قيادة محمد بن عائشة وهم يحاصرون حصن لييط بالقرب من مرسية.

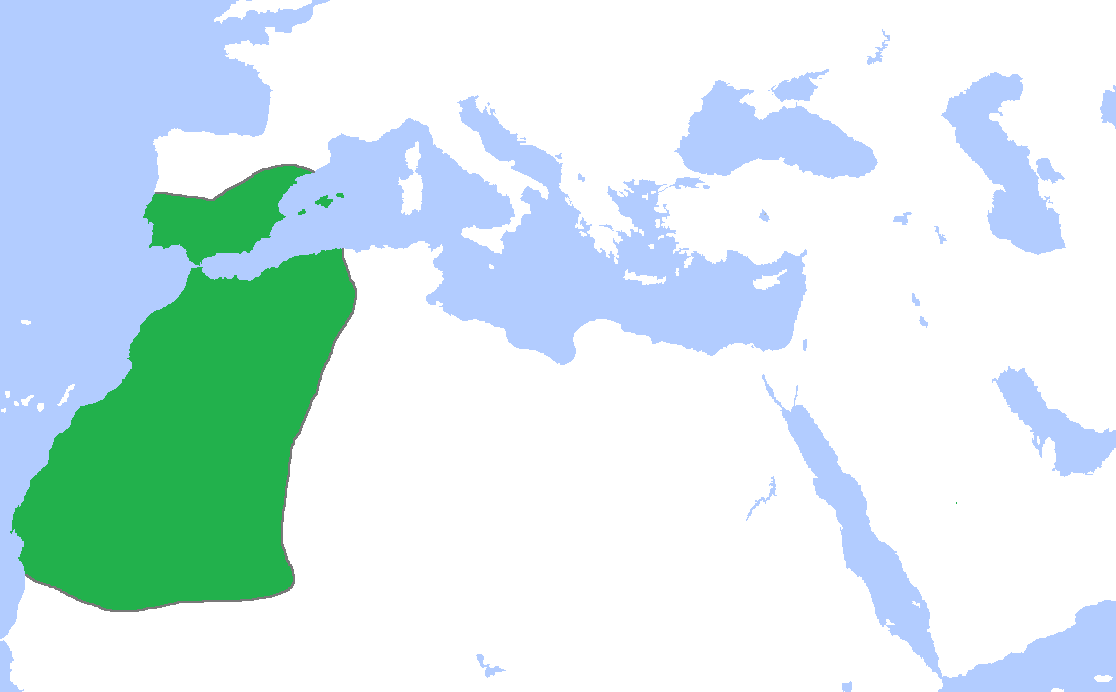
المرابطين في حدود 1120م.

استجاب يوسف وجهز جيشًا وعبر الأندلس للمرة الثالثة في أوائل عام 483 هـ 1090م، واتَّجه مباشرة إلى طليطلة التي تبين له مناعتها، فتركها عائدًا إلى جنوب الأندلس متوجها صوب طائفة غرناطة، التي استلم له أميرها عبد الله بن بلقين. وتذكر المصادر الأندلسية أن ابن بلقين قد بعث، قاضيه عيسى بن سهل مرتين أو أكثر إلى المغرب سفيرًا لدى المرابطين، لكن القاضي -كما زعم ابن بلقين- قد وشى لابن تاشفين على نقط ضعف أميره عبد الله بن بلقين، وأعلمه أن أهل غرناطة مجمعين وغير مختلفين على طاعة ابن تاشفين، وأن قلوب الجند والعامة مع المرابطين، وبهذا شجع ابن سهل المرابطين على الاستيلاء على غرناطة، ونُفِيَ ابن بلقين إلى المغرب عام 484 هـ. لكن المرابطين صرفوا عيسى بن سهل عن قضاء غرناطة بعد سيطرتهم عليها، بسبب شدته في القضاء. ثم عاد أمير المسلمين إلى المغرب، وترك قادته يتموا خلع باقي ملوك الطوائف. فتلتها قرطبة التابعة لبني عباد عام 484 هـ/1091م، وقتلوا حاكمها الفتح بن المعتمد، وبسقوط قرطبة المنيعة تبددت آمال المعتمد في نجاح مقاومة إشبيلية. أرسل الملك ألفونسو السادس جيشه بقيادة ألبار هانس باتِّجاه الجيش المرابطي المتوجه صوب إشبيلية بقيادة سير بن أبي بكر، فدارت بالقرب من إشبيلية معركة عاتية انتهت بانتصار المرابطين. أما إشبيلية، فقد شهدت مقاومة شديدة للمرابطين بعد مساندة أنصار المعتمد من الإشبيليين، لكن ميل جزء من سكانها للمرابطين، خصوصًا الفقهاء، ساعد في سقوط دفاعاتها واستسلامها، فأسر ونفي ملكها إلى أغمات في المغرب. ثم انتزع المرابطون طائفة ألمرية من حاكمها معز الدولة أحمد بن المعتصم بن صمادح في رمضان من نفس العام، ومرسية في شوال، وكذلك شاطبة ومدن أخرى عام 485 هـ/1092م، وأبقى يوسف بن تاشفين على بني هود في سرقسطة ليقوموا بواجب الدفاع، لما أظهروه من كفاءة قتالية في صد العديد من هجمات المسيحيين ولكونهم حائط يصد عن باقي الأندلس.

توسع المرابطين شمالاً وجنوبًا.

كانت طائفة بلنسية أهم قواعد شرق الأندلس، واستقر بها القادر بن ذي النون بعد أن جرده القشتاليون من عرشه في طليطلة. كان القادر صنيعة ودمية للقشتاليين في بلنسية، فخضع لهم وكرهه سكان المدينة لذلك بشدة. سرى الاضطراب في بلنسية، وبدأت بوادر ثورة شعبية ضد يحيى القادر، فاستنجد بألفونسو السادس، بينما استعان أهل بلنسية بالمرابطين الذين هبوا لذلك، وأرسلوا جيشًا لنجدة أهلها، ولما اقتربت الجيوش المرابطية من بلنسية، ثار أهلها ثورة عارمة بقيادة قاضي المدينة ابن جحاف، واقتحموا القصر وقتلوا يحيى ومثلوا بجثته في شوارع بلنسية في 23 رمضان سنة 485 هـ 28 أكتوبر 1092م. غضب إل سيد القمبيطور لذلك، وهو فارس إسباني كان منفي من قشتالة، تزعم فريق من المرتزقة الإسبان وكانت سلطته على نواحي بلنسية كبيرة، وبسببه فتحت صفحة أخرى من جهاد المرابطين في الأندلس، حيث أنفقوا جهودا كبيرة لإنقاذ بلنسية من إل سيد الذي دوخهم، والذي كانت تأتيه المؤنة من قشتالة.

في عام 490 هـ 1096م عبر يوسف بن تاشفين إلى الأندلس للمرة الرابعة، لترتيب الأمور والدخول هذه المرة في قتال داخل أرض قشتالية؛  فوجه جيشا بقيادة محمد بن الحاج صوب طليطلة التي احتلتها قشتالة، والتقى بالقشتاليين وهم تحت قيادة ألفونسو السادس بالقرب من كونسويجرا، فهزم المرابطون الجيش القشتالي سنة 491 هـ/1097م. أخيرًا، دخل المرابطون بلنسية، معيدين فتحها، في شهر رجب سنة 495 هـ. توجه يوسف في نفس السنة إلى قرطبة ليبايع أهلها ابنه علي، وترك معه ابنه الآخر أبو الطاهر تميم بن يوسف، وهو أسن من علي، فأمر يوسف ابنه علي بإنشاء جيشًا مرابطيًّا ثابتًا، يوزعه على سائر القواعد والثغور الأندلسية. وعاد الأمير يوسف إلى مراكش، وأوصى ابن تاشفين ولي عهده، وهو معه في بمراكش، بحسن السياسة والرفق بالأندلس قبل أن يتوفى هناك في 1 محرم 500 هـ/2 سبتمبر 1106م. ترك الأمير يوسف أثرًا كبيرًا عند الأندلسيين، خصوصًا موقفه الداعي لاستمرار السيادة الإسلامية على هذه البلاد وتفادي وقوعها في يد الممالك المسيحية، ووصيته لابنه بالإحسان إلى أهلها: 
| الدولة المرابطية | ... فلما قربت وفاته أوصى ابنه ولي العهد بعده أبا الحسن على ثلاث وصايا أحدها: أن يقبل من محسنِ أهلِ الأندلس ويتجاوز عن مسيئهم. الحلل الموشية - مؤلف أندلسي مجهول | الدولة المرابطية |

### فترة علي بن يوسف
خلف علي أباه وأخذت له البيعة، وعبر في سنة حكمه الأولى إلى الأندلس للقتال، وأجرى بعض التغييرات الإدارية، وعين أخاه أبي الطاهر تميم بن يوسف قائدا أعلى لكل جيوش الأندلس، ثم عاد إلى المغرب. وكانت سرقسطة آخر دولة من ممالك الطوائف تدخل في طاعة المرابطين، وكان ذلك أواخر عام 503 هـ 1110م. بعد أن علمت القيادة المرابطية خطورة موقع سرقسطة. قام الأمير سير بن أبي بكر بشن حملة على الغرب الأندلسي فاسترجع بطليوس في مايو 1111م، بعد تمردها، كما استرجع لشبونة ويابرة وشنترة ودخل شنترين بين 26 و25 مايو من نفس السنة، وكلف الأمير سير الوزير ابن عبدون بتحرير رسالة إلى أمير المسلمين علي بن يوسف بن تاشفين يبشره بفتح مدينة شنترين، وكان نصا أدبيا:
| الدولة المرابطية | من أحصن المعاقل للمشركين، وأثبت المعاقل على المسلمين... أرحب المدن أمدا للعيون، وأخصبها بلدا في السنين، ولا يَرِيمها الخصب ولا يتخطاها، ولا يرومها الجذب ولا يتعاطاها، فروعها فوق الثريا شامخة وعروقها تحت الثرى راسخة، تباهي بأزهارها نجوم السماء، وتناجي بأسرارها أذن الجوزاء، مواقع القطار في سواها مغبرة مربدة، وهي زاهرة ترف أنداؤها، ومطالع الأنوار في حشاها مقشعرة مسودة، وهي ناضرة تشف أضواؤها، وكانت في الزمن الغابر أعيت على عظيم القياصر فنازلها بأكثر من القطر عددا، وحاولها بأوفر من البحر مددا، فأبت على طاعته كل الإباء، واستعصت على استطاعته أشد الاستعصاء... فأمكننا الله -تعالى- من ذروتها، وأنزل ركابها لنا عن صهوتها. | الدولة المرابطية |

سنة 511 هـ 1117م شن الأمير علي بن يوسف حصارا على قلمرية، وحسب قول ابن عذاري في البيان المغرب في أخبار الأندلس والمغرب، قام الأمير بفك الحصار بعد عشرين يوما وتركها. لكن صاحب الحلل الموشية يذكر أن عليَّ بن يوسف افتتح هذه المدينة بجيش كبير، وكان أثره بها عظيما، حسب قوله.

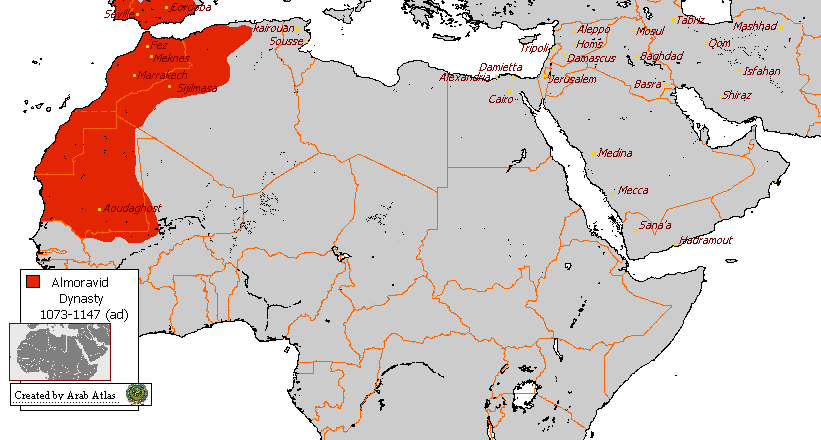
حدود الدولة المرابطية في أقصى امتدادها

بعد موت المستعين بن هود خلفه ابنه عبد الملك، وبايعه أهل سرقسطة شريطة ألاَّ يُحَالِف النصارى وألاَّ يستعين بهم، لكن عبد الملك استعان بالنصارى، فتحرك أهلها مستنجدين بالمرابطين الذين استجابوا لندائهم بعد أن أفتى الفقهاء بذلك، فدخلوها عام 503 هـ، وانتهى بذلك حكم بني هود في سرقسطة، شن ألفونسو المحارب بعدها حربًا خاطفة عليها ولكن القوات المرابطية ردته بشدة، وظلت سرقسطة آمنة من عام 504هـ حتى عام 511 هـ، حيث انشغل ألفونسو المحارب وقتها بحرب داخلية مع جيرانه القشتاليين.
بين محرم وربيع الأول 508م (يونيو وسبتمبر 1114م) خطط قادة الجيش المرابطي بالشرق الأندلسي لشن حملة لتدمير الكونتيات الكاتالونية الممتدة بين برشلونة إلى جبال البرانس. وكانت حملة مخططة بعناية : يصعد جيشٌ قوي كعمود فقري تحت قيادة محمد بن الحاج مخترقا مدينتي سيرفيرا ولاردة، يدمر كل شيء في طريقه، كانت المهمة استدراج وجدب القوات المسيحية خارج برشلونة وتركها غير محصنة. وعندما تأكل القوات المسيحيين الطعم ينسحب هذا الجيش دون قتال من خلال مونيغروس إلى سرقسطة. في حين ينطلق العمود الثاني من الجنوب، تحت قيادة ابن عائشة، من فالنسيا عبر طريق أوغوستا الروماني متجها إلى برشلونة الغير محمية. الخطة كانت جيدة، جلب المرابطون من خلالها غنائم كبيرة، لكنها فشلت لأسباب غير معروفة، على الأرجح في طريق العودة فضل ابن الحاج تقسيم الجيش والمرور بطريق مختصر لكنه وعر، وكان حملهم من الغنائم ثقيل جدا، فاستغل هذا الأمر جيلبيرت الثاني فيكونت برشلونة، فألحق بالمرابطين أضرار كبيرة وهم يعبرون طريق جبلي ضيق. تم لا توجد مصادر كثيرة عن هذه الموقعة، فلا يعرف على وجه الدقة تفاصليها، حيث لم تذكرها أي رواية عربية.
بعد أن انتهى ألفونسو من حروبه الداخلية أرسل بسفارة إلى بابا روما يطلب منه إعلان حرب صليبية على المسلمين وإرسال قوات فرنجية أغلبها من فرنسا للاشتراك معه في الاستيلاء على سرقسطة. حاول أهل سرقسطة بقيادة عبد الله بن مزدلي فك الحصار المضروب عليهم، ودخلوا في معارك دفاعية شرسة، انتصر فيها أهلها عدة مرات، وأرسل علي بن يوسف أخاه الأمير أبو الطاهر تميم على رأس قوات مرابطية كبيرة تجاه سرقسطة، ولكن تسارعت الأحداث وتوفي واليها ورجلها القوي عبد الله بن مزدلي بعد مرض سريع، وأصبحت المدينة بلا والٍ، وشدد المسيحيون من حصارهم للمدينة، ثم تردد الأمير تميم وأحجم عن نجدة المدينة لما رآه من ضخامة جيش ألفونسو المحارب، فانسحب تميم إلى بلنسية تاركًا سرقسطة تواجه مصيرها وحدها، وفي يوم الأربعاء 3 رمضان 512 هـ ـ 18 ديسمبر 1118م، وبعد حصار شديد، دخل جيش أراغون إلى سرقسطة. وبعد سنتين نشب قتال في 24 ربيع الأول 514 هـ يونيو 1120م بالقرب من قرية كتندة بأراغون في شمال الأندلس بين جيش ألفونسو المحارب والمرابطين، بقيادة والي إشبيلية إبراهيم بن يوسف، وعرفت النازلة بمعركة كتندة. انتهت بهزيمة المسلمين رغم بسالة قتالهم وعنفه، وكان ذلك بسبب تخاذل الجيش النظامي وتحمل المتطوعين وحدهم عبء القتال، سقط في هذه المعركة من كبار فقهاء الأندلس: العلامة أبو علي الصدفي وابن الفراء، وكانت هذه الهزيمة نكبة لهيبة الدولة المرابطية.
في 2 سبتمبر 1125م شن ألفونسو المحارب هجوم داخل العمق الأندلسي، بدأه باكتساح مزارع فالنسيا وتخريبها، ومر عبر شاطبة إلى مرسية حتى وصل بُرْشَانَة بالميرية، وخلال هذا الاقتحام المفاجئ انظم في صفوفه النصارى المستعربين، وانتقل غربا باتجاه قرطبة التي خرب محاصل مزارعها، وخلد هذه الحملة الخاطفة بموتريل الغرناطية، بركوبه سفينة وأكله السمك على متنها، كدليل رمزي على وصوله البحر. كل هذا مر وجيش أبو الطاهر تميم يتتبع خطوات المغامر ألفونسو دون أن يلتقي الجيشان. وفي يونيو 1126 انسحب جيش ملك أراغون بعد أن تفشى الطاعون في صفوفه وقدوم قوات دعم فاسية ومكناسية، والتي هزمته في وادي آش خسر على إثرها أحد كبار قادة جيشه. صدرت في تلك السنة فتوى القاضي ابن رشد الجد استخلص فيها حكما للأمير علي بن يوسف بإبعاد النصارى المستعربين المعاهدين بغرناطة إلى المغرب لغدرهم بالمسلمين ومساندتهم لملك أراغون، فتم ترحيلهم إلى المغرب وبالضبط إلى مدينتي مكناس وسلا. 
سنة 528 هـ - 1134م استأنف ألفوسنو المحارب حملته على الأندلس وكان هدفه مدينة طرطوشة على الساحل الشرقي للأندلس ليضمن السيطرة على نهر أبرة، وكان عليه أن يستولي على مدينة إفراغة قبل ذلك، وضم جيشه إسبان وإيطاليين وفرنسيين وهولنديين، فأبدى أهل أفراغة مقاومة شديدة، فأمر ألفونسو بإحضار رفات القديسين إلى المعسكر لإذكاء حماس جنوده، وجعل قيادة الصفوف للأساقفة والرهبان. كانت الجيوش المرابطية قادمة وهي منقسمة في عدة سرايا نظرًا لأنها قدمت من عدة أماكن متفرقة، فوصلت إحداها مبكرًا من لاردة بمئتي جندي وأسرعت في الاشتباك مع الصليبيين، فهُزمت بسبب الفارق العددي، فعرض أهل المدينة التسليم مقابل أمانهم، فرفض ألفونسو المحارب وأصر على اقتحام المدينة بالقوة. في 23 رمضان 528 هـ 16 يوليو - 1134م وصل الجيش المرابطي بقيادة يحيى بن غانيه فوضع خطة لاستدراج جيش ألفونسو خارج أسوار المدينة، بواسطة قافلة من المؤن، فتحرك الصليبيون وانقض المرابطون عليهم، وخرج أهل إفراغة من أبواب المدينة وانقضوا على معسكر جيش ألفونسو فسلبوه، وتمزق الجيش الصليبي ووقعت عليه هزيمة كبيرة، تركت بالغ الأثر في ملك أراغون، جعلته ينسحب من القتال مجروحا ويلجأ إلى دير خوان دي لابتيا في سرقسطة، وبه توفي بعد أشهر من المعركة.

## سياسة المرابطين
النظام الإداري الذي اعتمده المرابطين هو إمارة المسلمين، الذي يعتمد على اختيار الأمير وفق فقه الشورى، وكان أمير المسلمين هو القائد الأعلى، وللمدن ولاة خاضعون للأمير، يقومون بالمهام العسكرية والإدارية، ويُختَارون  على أساس مكانتهم وتقواهم وعدالتهم وعلمهم وفهمهم لمهمتهم، وكان أمير المسلمين يختارهم من صنهاجة وبشكل خاص من لمتونة، ويُرَاقبهم الأمير ونوابه، ويعاقب بالنقل أو العزل إذا قصر أو أهمل أو أساء السيرة أو ظهرت عدم كفايته، ويخضعون بشكل مباشر لنائب الأمير. وأحيانًا ينوبون عن أمير المسلمين في الجوانب السياسية أكثر من الجوانب الإدارية، كما ينبغي أن تتوافر فيهم حسن الإدارة في الدولة طبقًا للتعاليم الإسلامية، مع الكفاءة الحربية العالية، وكثيرًا ما كان ولي العهد يمثل منصب نائب الأمير. وللنائب مهام عسكرية، إذا كان عليه مواجهة حركات التمرد وخوض الحروب، يعاونه في ذلك كبار قادة لمتونة ومجموعة من الكتاب، وبذلك يمنح النائب صلاحيات واسعة منها، مراقبة أعمال الولاة، حق التصرف في عزل وتعين من دونه من الولاة المحليين، ومن يليهم من رجال السلطة، والقضاة، والقيام بتحركات عسكرية داخل مناطق نفوذهم. ومن الذين تولوا منصب نائب الأمير في دولة المرابطين، شخصيات هامة يمثلون أعظم شخصيات الدولة بعد أمير المسلمين وهم: سير بن أبي بكر، وعلي بن يوسف بن تاشفين، وتميم بن يوسف بن تاشفين، ومحمد بن عائشة، وعبد الله بن فاطمة، ويحيى بن غانية ولي بلنسية ثم قرطبة، وأبو عبد الله بن الحاج شيخ الأندلس ومفتيها وقاضي الجماعة، وكان أغلب من يتولى نيابة الأندلس يستقر في غرناطة، أو إشبيلية، أو قرطبة، ومن يتولى نيابة فاس يستقر فيها، عندما يكون الأمير في مراكش تجنبا للازدواجية السلطة، ويلقب بسلطان المغرب.
في بداية أمرهم اكتفى أمراء المرابطين بطائفة من الكتاب لتصريف أعمالهم، وبعد ذلك تأثروا بالنظم السائدة في باقي الدول؛ فاتخذوا وزراء لهم، وهو منصب أرفع رتبة من الكاتب، وأدنى منزلة من أمير المسلمين، يجالسونهم ويشاورونهم في الأمور التي تعرض أمامهم، ويثقون بهم ثقة مطلقة، كما يشرفون على الشؤون المالية والإدارية. وكانت وظيفة سياسية، فأغلب وزراء المرابطين من قبيلة لمتونة، ومع ذلك تم تعيين وزراء عسكريين، كسير بن أبي بكر، ووزراء كتاب وهم من الفقهاء ومنهم أبو القاسم بن الجد، وهناك من جمع بين الوزارة والكتابة كأبو محمد بن عبد الغفور، وكان الوزير المكلف بمهمة إدارية يدعى بالمشرف، يتمتع بسلطات مطلقة واستثنائية لمباشرة مهمته دون أن يضايقه العمال.
اهتمت الإدارة المرابطية بديوان الإنشاء، وكان يتولاه أشهر أدباء الأندلس، منهم من عملوا إلى جانب ملوك الطوائف، كابن عبدون الفهري، الذي كان يتولى الوزارة في عهد المتوكل بن الأفطس، وانتقل للكتابة عند سير بن أبي بكر، وأخيرا لعلي بن يوسف، وعبد العزيز الأنصاري الذي كتب لأبي الطاهر تميم ثم لعلي بن يوسف. كان اغلب كتاب يوسف بن تاشفين من الأندلسيين حتى قبل أن يعبر إلى الأندلس، مثل الكاتب عبد الرحمن بن أسباط الذي كان أندلسياً من أهل المرية، ولما توفى خلفه في منصبه أبو بكر بن القصيرة، الذي شغل سابقا وزيرًا عند المعتمد بن عباد.

### لقب الإمارة
لما قتل أبو بكر بن عمر في إحدى غزواته في الصحراء سنة 480 هـ - 1087م. جمع يوسف بن تاشفين الفقهاء، واقتراحوا عليه لقب أمير المؤمنين، إلا أنه رآه لقب يخص شجرة آل البيت التي ينحدر منها بنو العباس حاكمي مكة والمدينة، وما هو إلا قائم بدعوتهم في الغرب الإسلامي. معترفا بالخليفة العباسي كممثل شرعي ووحيد للخلافة الإسلامية، واقتصر على استعمال ألقاب أمير المسلمين وناصر الدين من أجل تثبيت سلطته السياسية على بلاد المغرب والأندلس. تُعد النقود المرابطية الأولى، كالدنانير السجلماسية، دليلا تاريخيا باعتراف ضمني ومبهم بالخليفة العباسي إلى غاية فترة الأمير أبو بكر بن عمر المرابطي، التي نجد فيها بين أعوام 440 هـ - 480 هـ / 1058 – 1087م اسم عبد الله أمير المؤمنين، وغياب لقب العباسي يطرح شكوك حول من المقصود خصوصا وأن مؤسس الحركة المرابطية يدعى عبد الله، إلا أنه يبدو بداية الاعتراف بالخليفة العباسي، خاصة وأن يوسف بن تاشفين لم يكن يحمل في هذه الفترة سوى لقب أمير المغرب الأقصى، ولم يلقب بأمير المسلمين إلا بعد أن أصبحت سلطته واضحة المعالم على المستوى الصحراوي والمغربي والأندلسي. وشرح فقهاء المالكية ليوسف بن تاشفين أن شرعية لقبه لن يكون تامًا إلا بموافقة الخليفة العباسي، فأرسل سفارة إلى الخليفة طالبا منه إمارة الغرب الإسلامي، ترأس البعثة شخصيتين بارزتين: أبو بكر بن العربي والقاضي المغربي ابن القاسم. كان جواب الخليفة مختوم بتوقيع المستظهر بالله، مؤكدا على ضرورة استمرار التقليد الخليفي، وبقاء السلطة السياسية في يد أسرة بني ورتنطيق الصنهاجية التي ينحدر منها يوسف بن تاشفين. وعلى أمير المسلمين أن يستمر في سياسة حماية الثغور الغربية لدار الإسلام والاعتناء بالمذهب المالكي. ويعتبر هذا الاعتراف بالخليفة العباسي موقفا تحالفيا من الوجهة السياسية والمذهبية، للحفاظ على الاستقلال السياسي والمذهبي من خطر الخلافة الفاطمية القريبة من الحدود المرابطية.

### القضاء
منح المرابطون للقضاة صلاحيات موسعة واستقلالية وتسخير السلطة التنفيذية لهم وإغداق الأموال عليهم لأداء عملهم. حسب الباحث علي الصلابي فإن المرابطون قطعوا أشواطا بعيدة في تنظيم القضاء واعتماد التراتبية الوظيفية في المؤسسة القضائية بدء بالرئيس العام للمؤسسة القضائية الذي يكون غالبا في مراكش ثم رئيس القضاء الإقليمي وهو «قاضي الجماعة» بالمغرب و«قاضي الجماعة» بالأندلس والذي تسند إليه إدارة المحاكم التابعة لإقليمه. ومن كبار القضاة في دولة المرابطين، ابن حمدين، وابن رشد الجد، وشيخ الأندلس ومفتيها ابن الحاج القرطبي، ويذكر المؤرخون رسالة وجَّهها الأمير يوسف بن تاشفين إلى أحد القضاة:  
| الدولة المرابطية | ولا تُبالِ برغم راغم وتشفق من ملامة لائم، فآس بين النَّاس في عدلك ومجلسك حتى لا يطمع قوى في حيفك ولا ييأس ضعيف في عدلك، ولا يكن عندك أقوى مِن الضعيف حتى تأخذ الحق له، ولا أضعف مِن القوى حتى تأخذ الحق منه... | الدولة المرابطية |

كان للقاضي مجلس شورى من أعيان الفقهاء يستشيرهم في احكامه ويسترشد بآرائهم ومقترحاتهم وخبرتهم. وكان القضاة يشرفون على صرف الولاة لأموال الدولة خصوصا تلك المرصودة للأوقاف والمصالح العامة فكانوا يطلعون بمهمتي «الآمر بالصرف» و«مفتش الدولة» في النظام الإداري الحديث.
وفضل الأمراء المرابطين تعيين العنصر المغربي في مهمة القضاء، منهم عبد الملك المصمودي قاضي الجماعة بمراكش، وعبد الله ابن سعيد الوجدي الذي ترأس القضاء في بلنسية، وعبد الله اللخمي قاضي الجماعة بمراكش وكان بارعا في الحديث والاصول، وعبد المنعم بن علوش الطنجي الذي تولى القضاء في عدة مدن بالأندلس، وإبراهيم البصري قاضي سبتة، والعالم المناظر عبد الرحمن الكتامي الأصيلي المعروف بابن العجوز عظمه ابن تاشفين وولاه قضاء فاس بعد محنته في القيروان، وعبد الله الأزدي القاضي المفتي الذي كان مشهورا بصلابته وعدم مصانعته وكان ابن يوسف يقدر فيه ذلك.
وتمتعت الطائفة اليهودية بمحاكمها الخاصة فيما يخص نزاعاتهم وقضاياهم التي ليس فيها طرف غير يهودي دون تدخل الإدارة المرابطية في شؤونها، وكان لقضائهم كامل الصلاحيات في تقدير وتطبيق ما يصدرونه من أحكام وعقوبات على بني ملتهم. أما إذا كان الخلاف بين مسلم ويهودي فإن التراع يرجع إلى المحاكم الخاضعة لسلطة الدولة المرابطية وأمام قاضٍ مسلم. لكن يبدو أن هذا الأمر لم يكن معمولا به في جميع الحالات إذ وردت حالات عديدة رفع فيها التراع إلى المحاكم اليهودية، وعند عجز قضاء اليهود في الفصل في هذه الاشكالات يعيد النظر في التراع من جديد أمام المحاكم الإسلامية لإصدار الحكم النهائي.

## العلاقات الخارجية

### الخلافة العباسية
أول اتصال رسمي بين المرابطين والعبَّاسيين حدث عقب معركة الزِّلاقَة، واستيلاء بن تاشفين على الأَنْدَلُس. لكن الاتصال خارج الإطار الرسمي حدث قبل ذلك بكثير حيث كان أبو عمران الفاسي وكلُّ فقهاء مدرسته، السُنيُّون المالكيُّون، مِن أتباع العباسية. ونقش على نقود المرابطين أسماء الخلفاء العبَّاسيين، وظلَّ اسم الخليفة العبَّاسي يذكر مقرونًا باسم أبي بكر بن عمران إلى أن توفى في عام 480هـ، وخلفه يوسف بن تاشفين فذكر اسمه على السكة مع اسم الخليفة العبَّاسي. (راجع فقرة لقب الإمارة)

### مع دولة بني حماد
بعد نجاح المرابطين في فرض سيطرتهم على السوس الأقصى، توجه بلكين بن محمد بن حماد بقواته لنصرة أبناء عمومته الملثمين أبناء صنهاجة الجنوب ودخل مدينة فاس وضرب الزناتيين من الخلف، ثم رجع إلى المغرب الأوسط مرة أخرى،. مما يدل على رابطة العصبية القبلية القوية بين صنهاجة الجنوب وصنهاجة الشمال عند مقاتلتهم عدواً مشتركاً. لكن ما إن سيطر المرابطون على تلمسان حتى ساءت العلاقات بينهم، رغم توقف المرابطين في فتوحاتهم عند حدود دولة بني حماد، حفاظاً على حسن العلاقات بينهم، إلا أن بني حماد خلقوا جو عدواني متمثلا في استغلال أي فرصة لمهاجمة أطراف دولة المرابطين، وكان أهمها عندما عبر المرابطون إلى الأندلس عام 479 هـ 1086م، فتحالف بنو حماد مع عرب هلال، فغزو أطراف عديدة من الأراضي المرابطية في المغرب الأوسط، وانسحبوا إلى ديارهم بالغنائم، الأمر الذي دفع الأمير يوسف بن تاشفين إلى الإسراع بالعودة إلى المغرب مباشرة بعد انتصاره بمعركة الزلاقة. وتجنب يوسف بن تاشفين الدخول في الحرب معهم، كونهم أقاربه ويشكلون حداً منيعاً بينه وبين عرب هلال، الذين يفوق خطرهم خطر بني حماد، على استقرار دولة المرابطين. وأرسل يوسف كتاباً إلى أمير بني حماد يعاتبه فيه على استعانته بالهلاليين لغزو أراضيه في الوقت الذي يجب فيه ان يتحدوا لمواجهة النصارى في الأندلس. فصالحهم ونشر قواته في المغرب الأقصى والأوسط، لقطع الطريق أمام أي زحف محتمل. استمرت حالة السلم بين الطرفين أكثر من عشر سنوات، إلى أن نشب الخلاف عندما هاجم والي تلمسان المرابطي مملكة بني حماد، دون إذن يوسف بن تاشفين، فزحف الناصر بن علناس بن حماد إلى تلمسان سنة 497 هـ 1103م، فتراجعت جيوش المرابطين أمامه، إلا أن يوسف بن تاشفين طلب منه التوقف، وصالحه واسترضاه بعزل والي تلمسان، وتولية أمير آخر مكانه. وبضم المرابطون الأندلس إلى دولتهم، أصبحت دولة بني حماد ملاذاً للفارين من الأندلس، ومع ذلك لم يحتج الأمير يوسف، وبقي على هذا الأمر حتى وفاته. كما حاول بنو حماد تهدئة الصراع، كمصاهرة المنصور بن الناصر مع المرابطين، وتحسنت العلاقات بينهم في المدة الأخيرة بعد وفاة أمير المسلمين يوسف بن تاشفين وكذلك عند ظهور خطر الموحدين.

### البحر الأبيض المتوسط
في فترات تدهور العلاقات بين المرابطين وبني حماد كانت العلاقات بين المرابطين والزيريون تتوطد، خاصةً في عهد الأمير تميم بن المعز، الذي كان على تواصل بين الأمير يوسف بن تاشفين. وقف الجيش المرابطي مع الزيريين في وجه النورمان الذين حاولوا مدّ نفوذهم إلى مدن شمال إفريقية التابعة للزيريين، بعد استيلاء السفن النورماندية على بلرم وسرقوسة وأكتمال احتلال جزيرة صقلية بعد ثلاثين سنة من الغزوات المتواصلة أعقبها عام 483 هـ / 1090م الاستيلاء على مالطة فتفاعل كل ذلك لخلق ما سمي بالحرب الصليبية الأولى حيث خرجت 490 هـ/ 1096م من غرب أوروبا أشتات من البشر يقودها بطرس الناسك ووالتر المفلس مستهدفةً يافا دون أن يستطيع أسطول الفاطميين الوصول إلى المياه السورية لصدهم، فسارع أسطول المرابطين بشن هجوم وقائي على سواحل صقلية وجليقية وقطلونية،  وبادر المرابطون إلى مطاردتهم شرقي البحر المتوسط إلى سواحل الشام وسواحل الإمبراطورية البيزنطية. لكن توالي سنين القحط والجفاف في تونس، وانشغال المرابطين بالموحدين جعل النورمان يعاودون الكرة على أفريقية.

## الجيش
كان الجيش المرابطي جيشًا نظاميًا جديدًا ومدربا على الحياة العسكرية ومنقطعا لها. في بداية تكوين الجيش المرابطي، كان يحيى بن عمر كثير الولاء لعبد الله بن ياسين، ويطيعه فيما يأمره به وينهاه عنه، لذلك عقد عبد الله بن ياسين مجلساً للمرابطين، أخذ منه البيعة ليحيى بن عمر، وجعله أميرا على المرابطين، وسماه أمير الحق، وكلفه بنشر الدعوة، واستعان بلمتونة، أقوى قبائل الملثمين، وجعلها تتزعم حركة الجهاد، فأعد جيشاً لذلك وزوده بالمال والسلاح والخيل، بعد تأسيس بيت المال، واقتنع عبد الله بن ياسين بالإشراف من بعد، وابتعد عن الإمارة، وكان يقول: «إنما أنا معلم دينكم»، يأمرهم ويحثهم على الخروج إلى الجهاد. تكوَّن الجيش المرابطي في نواته الأولى من الملثمين، وقد اشتهروا بقوة بأسهم في الحرب، وحققوا انتصارات كبيرة في معاركهم في المغرب الأقصى وفي الأَنْدَلُس، كما ضم فرقة الحشم والتي كانت تتكون من عناصر من زناتة والمصامدة، وكانت هذه الفرقة تتقدم عادةً الجيوش المرابطية في القتال. وبتوسع الرقعة الجغرافية للدولة انضمت عناصر جديدة إلى الجيش، منهم عرب الأَنْدَلُس الذين شكَّلوا فرقة أصبحت مِن أهم فرق الجيش، وعناصر عربية أندلسية استقرت في المغرب في عصر الأدارسة، وفريق قتالي مكون من عرب بني هلال التي انخرطت في سلك جيش المرابطين، وشاركت في معارك الجهاد، أشهرها معركة كونسويجرا. 
| الدولة المرابطية | فجر ابن تاشفين عسكرًا جرارًا من مرابطين وعرب وأَنْدَلُس الشرق والغرب، وقدم عليهم قائده مُحَمَّد بن الحاج، فالتقوا بكنثرة فكانت بينهم جولات وحملات إلى أن زلزل الله أقدام المشركين، وولوا مدبرين. ابن الكردبوس، الاكتفاء في أخبار الخلفاء | الدولة المرابطية |

ومن مكونات الجيش المرابطي قوة الحرس الخاص التي تألفت مِن جنود شجعان من مختلف الولايات، وكان يشترط في قبولهم أن يكونوا من ذوي القوام الحسن والشجاعة الفائقة والقوة والبراعة، وضمَّ فيه علي بن يوسف الكثير من أسرى الحروب، والجنود النصارى كمتطوعين ومرتزقة، أمثال ريفيرتر الأول، واعتنق بعضهم الإسلام، كما فعل علي بن ريفيرتير. وأصبح الحرس الخاص ركنًا أساسيًا من أركان الجيش، حيث شارك في حراسة معاقل المغرب.
| الدولة المرابطية | جمع يوسف بن تاشفين من تجار الرقيق من أقليم غانا، عددًا كبيرًا مِن العبيد واختار منهم أمهرهم وزودهم بالسلاح والخيل، ودربهم على جميع فنون القتال، وأنشأ حرسه الخاص الأسود مِن ألفى رجل، وأنشأ على هذا النمط حرسًا خاصًا مِن الأَنْدَلُسيين يتألف من فتيان مِن النصارى المعاهدين، وكان يوسف يحبوهم بعطفه وصلاته، وينعم على مَن امتاز منهم بالإخلاص والشجاعة بمختلف الهبات مِن الخيل والثياب والسلاح والعبيد.يوسف أشباخ، تاريخ الأندلس | الدولة المرابطية |

### الأسطول البحري
من أجل حماية وتأمين السواحل البحرية والموانئ الساحلية الواقعة على المحيط الأطلسي، والثغور الشمالية في المغرب كسبتة وطنجة، كان على المرابطين ركوب البحر والاهتمام بالصناعة البحرية، فدفعهم الأمر لإنشاء أسطول، خصوصا عندما تحولت الأندلس إلى ولاية مرابطية، وسرعان ما بلغ عدد قطع الأسطول المرابطي مائة قطعة موزعة على الموانئ الرئيسة من المغرب والأندلس، فكانت لهم في سبتة وقادس والمرية أساطيل دائمة. وتطورت صناعة السفن وأصبحت ذات شهرة عالمية، واكتسبت دار الصناعة في المرية أهمية كبيرة، وكانت تصلها السفن التجارية من الشام والإسكندرية. تألف أسطول المرابطين من سفن النقل، والسفن المقاتلة، واشترك الأسطول الناشئ في حصار سبتة عام 476 هـ 1083م، ومد العون للقوات البرية التي كانت تقاتل برغواطة. كما استطاع الأسطول الجديد أن يمد يد العون لقوات المرابطين وهي تجتاز البحر لأول مرة، وقد ظهر الأسطول المرابطي كعنصر فاعل في عدة معارك جهادية استطاع من خلالها استرجاع جزر البليار ومناطق عديدة أخرى، وشهد الأسطول المرابطي ازدهارا آخر في عهد الأمير علي بن يوسف بن تاشفين، حتى وصل إلى عشرة أساطيل في عهد ابنه تاشفين عام 539 هـ 1144م. وكانت أسرة بني ميمون هي التي تسير أغلب هذه الأساطيل، وانتقلت على يدهم إلى خدمة دولة الموحدين بعد غروب شمس المرابطين.

طائرين من الطاووس يحملان شجرة المرابطين، قطعة تم إعادة استعمالها في رداء كاهن، كاتدرائية سانت سيرنين، تولوز

راية مرابطية مرسوم عليها زوج من حيوان الفتخاء الأسطوري. متحف المتروبوليتان للفنون، نيويورك.

### الأعلام والرايات
الرايات والأعلام دوراً بارزاً عند المرابطين، حيث شكلت عنصراً متميزاً في نظمها الحربية وأساليبها القتالية، وهي تكشف عن جوانب هامة من تطور النظام البدوي في فن القتال. تميزت تقاليد المرابطين في خوض غمار الحرب بطقوس خاصة أدهشت وأرعبت خصومهم. قبل ظهور يوسف بن تاشفين كانوا في إعداد الجند للقتال يعتمدون أساساً على الرجالة والأبالة الذين يقاتلون على النجب التي تقوم في القتال مقام الخيل.

يصف الجغرافي أبا عبيد البكري الروح المعنوية العالية عند الملثمين المرابطين، ومميزات أسلوبهم القتالي والتاكتيكي، كالدقة في التنظيم والثبات في القتال؛ والغاية من رفع الراية هي البدء والانطلاق في المعركة: فإذا نصبت وقفوا وإن مالت جلسوا؛ واستماتوا في القتال:
ويرى ابن الخطيب أن راية المرابطين سوداء مثل راية العباسيين، وكانت مستطيلة الشكل متعددة الألوان موشاة بالذهب. وصنعوها من الحرير الخالص ولونوها، واستمروا على الإذن فيها لعمالهم. أشار ابن عذاري إلى كثرة الرايات التي استعمل المربطون في حروبهم وجهادهم ضد نصارى الأندلس أيام تاشفين بن علي:
| الدولة المرابطية | فكان في القلب مع الأمير تاشفين وجوه المرابطين وأصحاب الطاعات وعليه البنود البيض الباسقات مكتتبة بالآيات، وفي الجانبين الكفاة والحماة من أبطال الأندلسيين وإدمار المجاهدين عليهم حمر الرايات بالصور الهائلات؛ وفي الجناحين أهل الثغر، وذوو الجلادة والصبر؛ وفي المقدمة مشاهير زناتة ولفيف الحشم بالرايات المصبغة والأعلام المنيقة. فهزم الروم واستنفد الأسرى. | الدولة المرابطية |

اختلفت أشكال الرايات وألوانها تبعاً لاختلاف القبائل المشاركة في حروب المرابطين بالأندلس، نتيجة لتطعيم الجيش المرابطي بعناصر جديدة من البربر والأندلسيين والأعراب وغيرهم. وحملت الراية المرابطية الآيات والعبارات التالية في شكل أشرطة كتابة بالخط الكوفي المورق على هذا النحو: الشريط الأول: لا إله إلا الله محمد رسول الله. الشريط الثاني: وما النصر إلا من عند الله العزيز الحكيم. ومن يتبعَ غير الإسلام ديناً فلن يقبل منه وهو في الآخرة من الخاسرين.

## حقبة الركود

### ظهور الموحدين

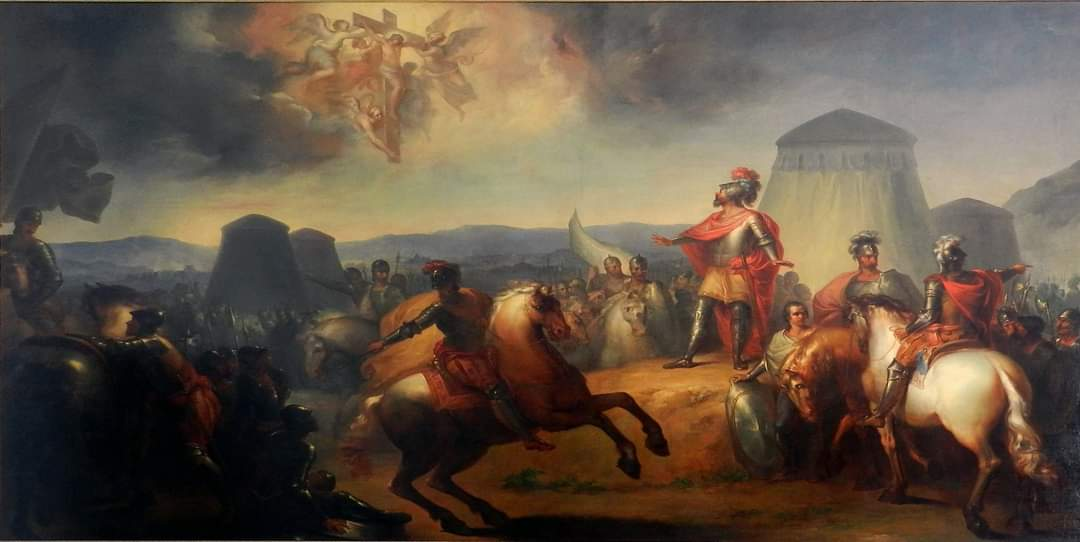
تحول انتصار ألفونسو الأول على المرابطين في أوريكي، إلى معجزة أوريكي، وخُلدت في المخيلة الشعبية البرتغالية كانتصار بمدد إلهي، مثل تخليذهم لانتكاسة معركة وادي المخازن لاحقًا.

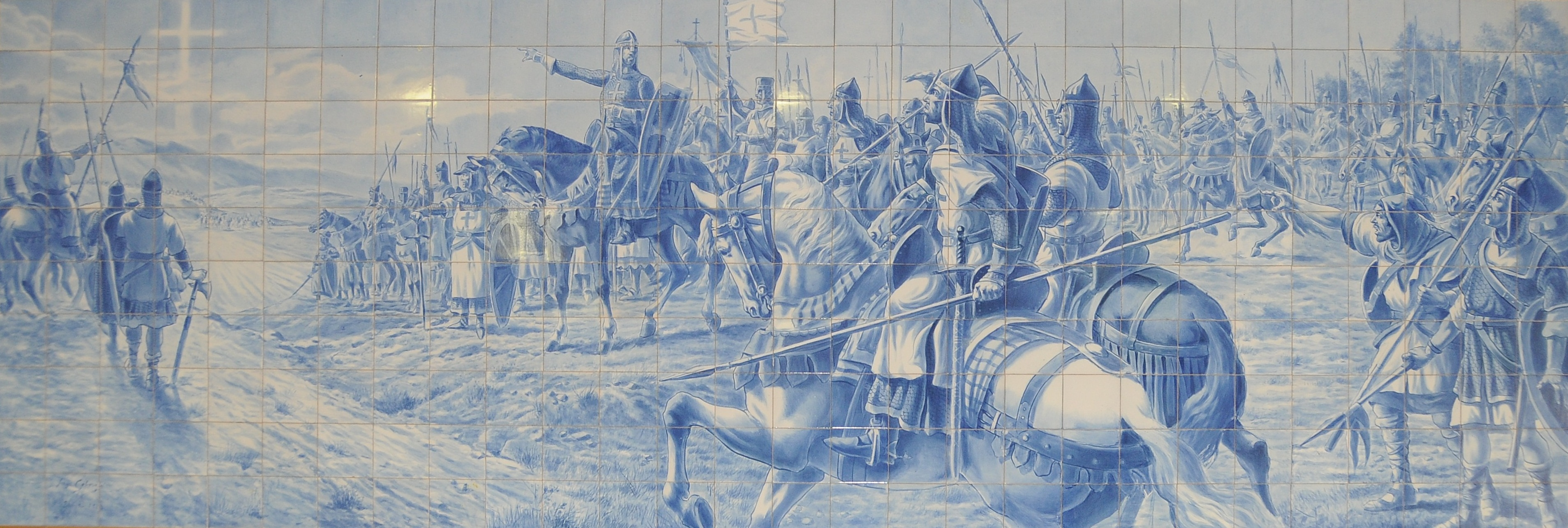
انتصار البرتغاليين على "الموروس"، لوحة جدارية في الزليج لجورج كولاصو، تخليدا لمعركة أوريكي.

بعض المصادر أوردت خبر لقاء الإمام الغزالي بالمهدي بن تومرت في المشرق، ودعاءه على أمراء المرابطين بقوله: اللهم مزق ملكهم كما مزقوه وأذهب دولتهم كما حرَّقُوه، في إشارة إلى كتابه إحياء علوم الدين، لكن المؤرخين اختلفوا حول لقاء ابن تومرت بالإمام، فمنهم من يؤكد ذلك مثل ابن القطان؛ وصاحب الحلل الموشية؛ وابن أبي زرع؛؛ والناصري، ؛ وابن خلكان. ومنهم من تحفظ على هذه الرواية كعبد الواحد المراكشي؛ وابن خلدون. ومنهم من أنكر اللقاء من الأصل مثل ابن الأثير.
ورجع ابن تومرت إلى المغرب عام 510هـ / 1126موقد أصبح بحرا متفجرا من العلم وشهابا في الدين، حسب تعبير ابن خلدون، فأخذ عليه العلم عبد المؤمن بن علي وبدأوا في الأمر بالمعروف والنهي عن المنكر على طريقتهم الخاصة في أرجاء بلاد المغرب الأقصى، وقد انضمَّ إليهما خمسة آخرون، وأصبحوا بذلك سبعة أفراد إضافة إلى بن تومرت،. فوجدوا حسب رؤيتهم أن المنكرات قد كثُرت في بلاد المرابطين، كالخمور التي تفشَّت حتى في مراكش، وعودة الضرائب، والاختلاط صار شيئًا مألوفًا بين الناس؛ ويروي المؤرخون أن ابن تومرت رأى بنفسه امرأة تكشف وجهها ورأسها وقد خرجت وعليها حراسة كبيرة، وحينما استفسر عن صاحبة هذا الفوجة، علم أنها أخت أمير المسلمين علي بن يوسف بن تاشفين، فأنكر ذلك عليها إنكارًا شديدًا؛ حتى إن بعض المصادر تثبت أنه وأصحابه اعتدوا على ذلك الموكب. نظم ابن تومرت صفوفه وأطلق تهديده للمرابطين: «قد أمرناكم بما نأمر به أنفسنا، من تقوى الله العظيم، ولزوم طاعته، وأن الدنيا مخلوقة للفناء، والجنة لمن اتقى، والعذاب لمن عصى، وقد وجبت لنا عليكم حقوق، فإن أديتموها كنتم في عافية، وإلا فأستعين بالله على قتالكم...»
استمر المرابطين في مشروعهم الجهادي بالأندلس، رغم مواجهتهم قيام ثورة المريدين التي قادها ابن قسي في ميرتلة بالبرتغال وثورات أخرى في يابرة وشلب وباجة وغيرها من مدن الأندلس، وبالأخص لخطر الموحدين بالمغرب في نفس الوقت، فاشتدت المعارك في غرب الأندلس الذي تكاثرت عليه ضربات القشتاليين. تمكن أبو محمد البشير الونشريشي، أحد أصحاب ابن تومرت العشرة وقائد جيشه، إلى أسوار مدينة مراكش، ثم أرتد عائداً إلى الجبل، وعندها أمر الأمير علي بن يوسف بالأخذ بكافة الاحتياطات، من أجل اتقاء حرب المفاجأة، فتهيأ لدفع الخطر عن مراكش بتعبئة عسكرية كبيرة وراسل ابن تومرت بالكف عن سفك الدماء وإثارة الفتنة. لم تلق هذه الرسالة أذناً صاغية لدى محمد بن تومرت. استعان الأمير علي بن يوسف بالمهندسين الأندلسيين لتحصين المدن والقلاع على شكل خط دفاع لوقف تمرد المصامدة، وهي قبيلة ابن تومرت، وأحد الفروع الثلاثة الكبرى لقبائل الأمازيغ، المتحصنين في جبال المغرب. يروي مؤرخ الموحدين البيذق عن المرابطين الذين يصفهم بالمجسمة: «أخذ المجسمون الحصون وبنوها، في مواضع دارت بها الجبال من جميع الجهات، لكي ينتصروا بها على الموحدين». في وقت كانت فيه كل جهود الدولة منصرفة للجهاد في الأندلس، والتي جندت في سبيلها كل مرافق البلاد وأغلب مواردها ودخلها. أدى انشغالهم الجديد بحرب الموحدين على أرض المغرب إلى ضعف قوتهم، حيث قام ابن تومرت بمنازلة المرابطين في مواقع عديدة، ابرزها وأضخمها تسع معارك، انتهت سبع منها بانتصارهم على المرابطين، وهُزموا في اثنتين. وبعد وفاة ابن تومرت تولى قيادة الموحدين عبد المؤمن بن علي الذي استطاع تجميع الموحدين، وبعد ذلك اتجه لقتال المرابطين.

### أزمة اقتصادية
حدثت أزمة اقتصادية حادة في ربوع الدولة المرابطية؛ ففي سنة 532 هـ وقع فيضان كبير بطنجة، حمل الديار والجدر، وسقط فيه عدد كبير من الناس والدواب. كما فتك الجراد بحقول الأندلس بين 526 هـ - 531 هـ، فاشتدت المجاعة وانتشر الوباء في سنة 526 هـ بأهل قرطبة، فكثر الموتى وغلاء الأسعار حيث بلغ مُدُّ القمح 15 دينارًا مرابطيا، وكان قد وقع قبل ذلك بسنة 525هـ، حريق ضخم في سوق الكتانين بقرطبة، واتصالها بسوق البز، كذلك حدث في سنة 535 هـ حريق ضخم آخر في سوق مدينة فاس، فاحترقت سوق الثياب والقراقين وغير ذلك من الأسواق إلا البقالون، وحدث ذلك ليلا فتلفت أموال كبيرة، افتقر بسببها خلق كثير. وبعض المصادر تتحدث عن القحط الذي حلَّ بالبلاد، فيبست كثير من الأراضي وجفَّ الزرع وهلكت الدواب. وحصلت هجرة ضخمة للبربر نحو الأندلس سنة 535 هـ/ 1140م وصفها ابن عذارى «بالانجلاء العظيم إلى الأندلس»، سببها جملة من العوامل كانعدام الأمن وغلاء المعيشة والمجاعات بسبب كثرت الحصارات عند زحف الموحدين إلى المنطقة الشمالية للمغرب الأقصى.

### أبناء علي
انتقلت ولاية العهد إلى تاشفين بن علي، وجاءت ولايته في زمن غير مناسب وفي فترة انتشرت فيها دعوة الموحدين في بلاد المغرب وأخذت تحرض القبائل على التمرد مستفيدة من ضعف رقابة المرابطين وانشغال قواتهم في التصدي لهجمات متكررة من النصارى في الأندلس. فشن ألفونسو السابع على حصن مدينة قورية حصارا عام 1138 م، وفشل في مبتغاه، وكرر الحصار عليها سنة 1142، فنجح في الاستلاء عليها. وتم استرجاعها بعد وفاته.
حاول تاشفين تنظيم الدولة وإعادة جدولة أولوياته السياسية، فوجد أن ضغظ الموحدين في المغرب أكثر شدة من ضغط الممالك المسيحية في الأندلس. فالحروب التي شنها الموحدون أحدثت حالات خوف في بلاد المغرب، فاضطرب الأمن وازدادت الانقسامات، فحصلت موجة نزوح معاكسة من المغرب إلى الأندلس هربا من مخاطر غير محسوبة، خصوصا بعد أن تحرك عبد المؤمن من بلاد المصامدة إلى الغرب، وبدأ الموحدون يقتربون إلى ريف سبتة وتطوان في سنة 536 هـ 1141م.
استخدم تاشفين كل الوسائل للقضاء على الموحدين ففشل، الأمر الذي خيب أمل والده علي بن يوسف، فعزم على خلعه، وتسمية ولده الأصغر إسحاق وليا للعهد، خصوصا بعد أن نجح جيش عبد المؤمن الموحدي في غزو مدينة المزمة والواط ومليلة ووهران، وأخذت القبائل المتحالفة مع المرابطين تفك الطاعة وبدأت تميل إلى المصامدة. فخلال فترة حصار فاس ومكناس اتجه نحو فاس مجموعة من قادة بارزين من قبيلة مسوفة بعد أن انشقوا من الجبش المرابطي جهة وهران، فدخلوها ونزعوا اللثام معلنين بذلك بيعتهم للموحدين. كما توصل عبد المؤمن برسالة من علي بن عيسى بن ميمون، قائد الأسطول المرابطي المتمركز بقادش، يعلن فيها بيعته للدولة الجديدة.

### سقوط مراكش
تولى إبراهيم بن تاشفين سنة 539 هـ الحكم بعد مصرع أبيه تاشفين، وكان وقتها في سن الرابعة عشرة، وقد رفض عمه الأمير إسحاق هذه الولاية، وانقسم المرابطون فيما بينهم، فاقتتلوا داخل مراكش والموحدون على أبوابها، ولم يكن لإبراهيم شيء من الأمر لأنه كان صغيرًا، وظل الموحدون محاصرين لمراكش عدة شهور، وفي النهاية في 18 شوال سنة 541هـ دخل الموحدون مراكش عاصمة المرابطين وقتلوا أهلها جميعًا في مذبحة مروعة كانت سمة عامة وغالبة في الموحدين، وأول من راح في هذه المذبحة الأمير إبراهيم وهو فتى في السادسة عشرة من عمره، ويروي حسن الوزان أن عبد المومن قام شخصيا بذبح إبراهيم بن تاشفين. وقتل كل من انتمى لقبيلة لمتونة، أساس دولة المرابطين.

### بنو غانية
حظي علي بن يحيى المسوفي بمكانة رفيعة عند المرابطين، الأمر الذي مهد لإبنيه، يحيى ومحمد، الطريق لتسلق مناصب كبيرة بخطى سريعة وثابتة، واشتهارهم «بابني غانية» نسبة إلى أمهما غانية. عُيِّن يحيى والياً على غرب الأندلس سنة 520 هـ/ 1126م من قبل علي بن يوسف، وظل في منصبه حتى وفاته بمدينة غرناطة، وتميزت فترة يحيى باستتباب الأمن والاهتمام بإصلاح حال الرعية، وكان يعاونه أخوه محمد، الذي كان والياً على قرطبة. بدأت أحوال الأندلس تضطرب بعد وفاته، ولم يخلف يحيى ذرية تحل مكانه، وبدأت تسير الأمور في غير صالح المرابطين. في هذه الأجواء المضطربة لجأ أخوه محمد إلى جزر ميورقة ومنورقة ويابسة فإترحل إليها وملكها. واستدعى محمد ابنيه، الذين عيِّنهم عمهم قبل وفاته على غرناطة وقرمونة، للالتحاق به بميورقة. واستمر بنو غانية من تلك الجزر في الدعوة للعباسيين جرياً على عادة أسلافهم المرابطين. وأصبحت ميورقة قبلة للمتونيين الفارين من بطش الموحدين، والرافضين للخضوع لسلطتهم. وخلف إسحاق والده محمد، واهتم بالجهاد، وكان يشن غزوة على بلاد الروم مرتين في السنة. فعاد علي علي الأمر بغنائم كثيرة وكثر ماله وتشبه بالملوك. كان الاختلاف في الانتماء القبلي بين الموحدين والمرابطين، حيث ينتمي مؤسس الدولة الموحدية إلى قبيلة هرغة المصمودية وخليفته عبد المؤمن بن علي إلى قبيلة كومية الزناتية؛ بينما ينتمي بنو غانية والمرابطون إلى قبيلة لمتونة، والاختلاف في المذهب، حيث يتبنى الموحدون مذهباً يعتمد على الكتاب والسنة ويرفض غير ذلك، بينما يتبنى المرابطون وبنو غانية المذهب المالكي، كل ذلك شجع بني غانية على الثأر لبني عمومتهم حكام الدولة المرابطية، ولأنفسهم، واستعادة مجدهم.

## الأربطة
تعود الجذور التاريخية والاصطلاحية لمصطلح الرِّباط جمع الأربطة لاسم مشتق من الجذر ر ب ط. ويقصد بها ملازمة المكان والثبات فيه، أي المواظبة على لزوم الثغر في المفهوم الجهادي. برزت المصطلحات المتعلقة بالمرابطة في تاريخ مبكر مع انطلاق موجة الفتوحات الأولى. إذ تكررت عبارات: رابطات الشام ورباط الإسكندرية. فذلك لأن استعمال مصطلح الرباط خلال هذه الفترة المبكرة إنما كان المقصود به صفة ملازمة الثغر والحصن والتأهب لملاقاة العدو في أماكن معينة عرفت بالمرابطة. وكانت المالكية من أول من استعمل مصطلح الرباط، كما عرفها ابن أبي زيد القيرواني: الرّباط هو المقام حيث يخشى العدو بأرض الإسلام لدفعه. 

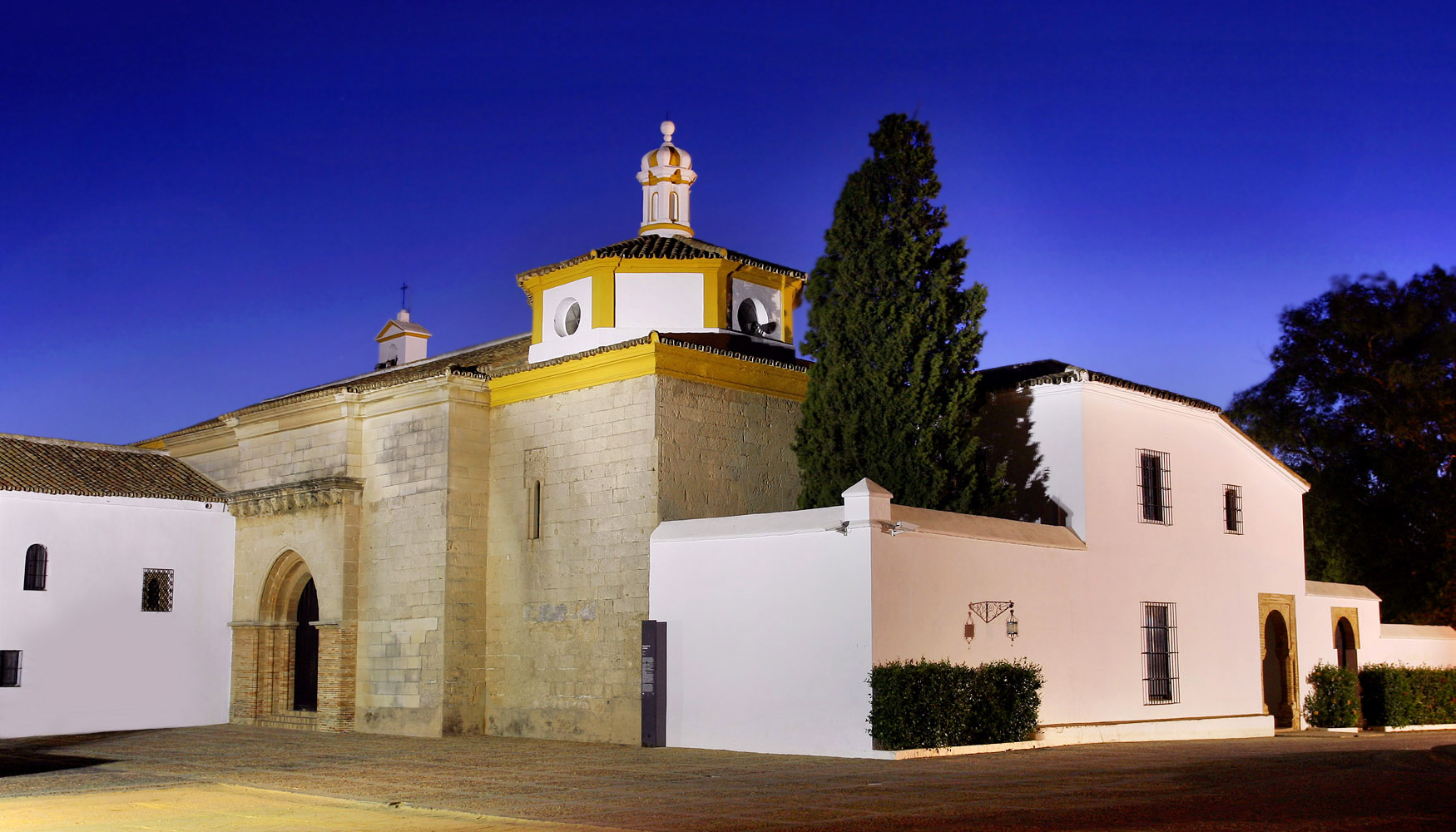
دير الرابطة، هو دير للفرنسيسكان حاليا، كان أحد أربطة الجيش المرابطي. يقع بالقرب من بلدية بالوس دي لا فرونتيرا، بولبة في أندلسيا، وهو نفس الموقع الذي سينطلق منه لاحقا كريستوفر كولومبوس لاكتشاف العالم الجديد.

جذور ظاهرة المرابطة تعود إلى عصر مبكِّر مع انطلاق عمليات الفتح نحو الشام وفي مصر. ونقل البلاذري عن عناية عمر بن الخطاب وعثمان بتحصين السواحل وترتيب المقاتلة فيها وإقامة الأربطة والمناظر والمسالح. كان الرباط يمثل نشاطاً أو عملاً عسكرياً ذا صبغة دينية بمنزلة الجهاد نفسها. وكانت الأربطة مركزاً للنساك وأهل العلم من دعاة المالكية، خاصة خلال المناسبات الدينية. والدولة كانت هي المسؤول الأول عن إقامة التحصينات وترميمها وأعمال الصيانة فيها. وإدارة كل منها كانت مستقلة عن باقي الأربطة في التصرف في التسيير والعتاد. تحولت هذه الرباطات إلى زوايا في العصر الحفصي.
انطلق انتشار الأربطة في الأندلس بالتدرج، فأدرك الأندلسيون أهميتها، وشكل عصر الأمير عبد الرحمن الأوسط البدايات الأولى للأربطة في الأندلس، إذ بعد أن عاني الأندلسيون من شدة وطأة الغزوة الأولى للنورمانديين، أخذت الأربطة تظهر تباعاً على طول السواحل الشرقية والجنوبية الشرقية الأندلس، فعرفت في تلك المنطقة الشاسعة أربطة عدة، من أشهرها: «رباط المرية» وهو من أشهر وأهم الأربطة. في بلاد المغرب، ركزت «دار المرابطين»، كالتي أسسها وجاج بن زلو اللمطي، على نفس البرنامج الذي اتخذته نظيرتها المشرقية، الذي يركز زعيمها الروحي على التهيئة الروحية بإخضاع المرابطين فيها لنظام خاص قوامه اعتياد التقشف وشظف العيش والصرامة في السلوك والدقة في التعلم وهو أسلوب مكن خريجي دار المرابطين من التعامل، خلال خروجهم للدعوة، مع مجتمعات بدو الصحراء، الذين يتأثرون بالسلوك والعمل لا باللسان والجدل. توسعت وظيفة الرباط فتحول مكاناً يخلو به الزهاد والعباد ويجتمع فيه طلبة العلم ويقصده عامة الناس للاستفتاء والمشورة الفقهية ولطلب المساعدة الاجتماعية وللتظلم وطلب الحقوق، ويقوم فيه الشيخ العالم بدور الناصح والمعلم والمربي والساعي في الخير بين الناس.

## الدين

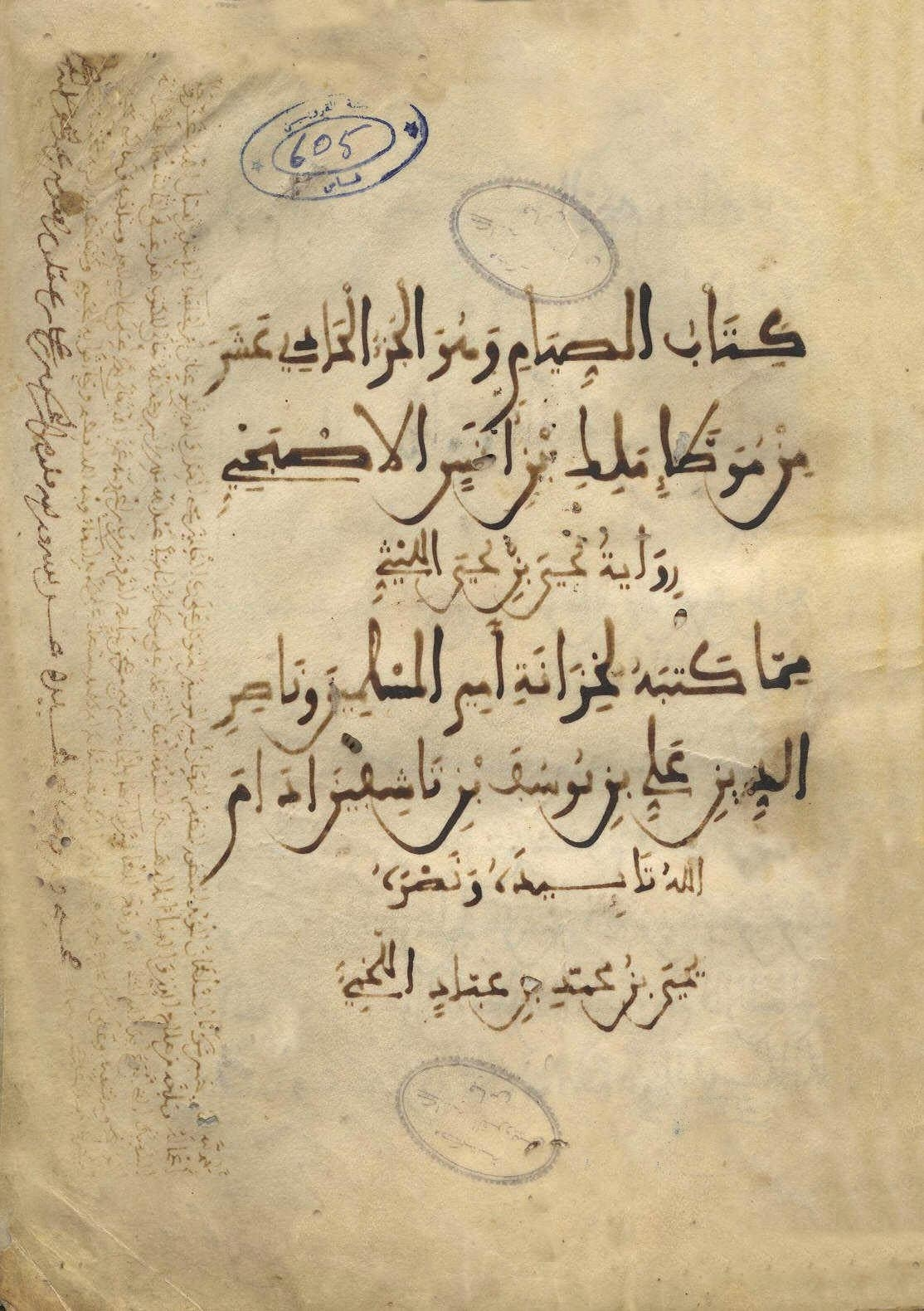
مخطوطة "كتاب الصوم" من موطأ مالك، تعود لمكتبة خاصة لعلي بن يوسف بن تاشفين في مراكش، مؤرخة في 1107م.

طغى طابع المذهب المالكي منذ البداية على مشروع الحركة المرابطية، وتقبل أهل الصحراء لهذا المذهب وبسهولة يفسر نجاح دعوة المرابطين واستمرارها في المنطقة. اندرج أبي عمران الفاسي وتلاميذه ومن تخرجوا عليهم ضمن طبقة من الفقهاء متوزعين على مجالات مدينية قبلية مساهمين بدرجة أو بأخرى في التهيئة للمشروع المرابطي. رغم موقف المالكية المتشدد برفض علم الكلام أسوة بالإمام مالك، إلا أن الأشعرية تسربت من بغداد إلى فقهاء المالكية بالقيروان عن طريق أبي بكر الباقلاني وكان المتصل به المنظر الأول للمشروع المرابطي الفقيه أبو عمران الفاسي. لكن يلاحظ غياب دور واضح فيها للأشعرية، رغم أن هذه الأخيرة كانت من مشمولات الخطاب الفكري المرابطي، ومن أسباب غياب الأشعرية من الفضاء المرابطي هو عدم تقبل البدو الرحل للنّزعات الباطنية التي تميل إلى التعقيد. لأن الصنهاجيون كانوا يميلون إلى الأفكار التي تلائم حياتهم المتمثلة في الزهد والبساطة وصرامة الأحكام وسد الذرائع. يربط الباحثين بين المشروع المرابطي وعملية المد السني التي بدأها الأشاعرة على مستوى المشرق، أي أنهم يعتبرون الحركة المرابطية عملية تطويق للمذهب الإسماعيلي من الغرب استكمالاً للدور الذي قام به السلاجقة شرقاً. وكان الاهتمام بالفقهاء من أهم صفات مجالس أمراء المرابطين، فكان يقصدهم العلماء من كل أرجاء البلاد. في كتاب الفتاوى للغزالي توجد فتوى متعلقة بما طلبه يوسف بن تاشفين من قضاة الأندلس في الإفتاء بأحقيته في عزل الرؤساء العصاة من ملوك الطوائف. ووردت تآليف الغزالي على المغرب وهو ما يزال على قيد الحياة، وقد تتلمذ على يده العديد من المغاربة، منهم أبا بكر بن العربي، وجرت مكاتبات بين يوسف بن تاشفين وبين أبي حامد الغزالي وكان من المفارقات الغربية أن دولة المرابطين كانت لها مكانة خاصة ومحمودة عند أبي حامد، تحولت لاحقا بإصدار فقهاء المرابطين فتاوي ضد مؤلفاته. بل يروى أن أبي حامد الغزالي عزم على المضي إلى زيارة يوسف بن تاشفين، لكن بلغه خبر موت السلطان المغربي في طريقه، فعاد إلى خراسان. وكان إمام جامع قرطبة الحافظ والمقرئ والمجود ابن خير الإشبيلي.
وتمتع المسيحيون (راجع المرابطون) واليهود (راجع المرابطون) بحرية ممارسة شعائرهم، حيث كانت مساكنهم في أحياء خاصة بهم وعادة ما تكون مزودة بكل المرافق الاجتماعية التي تخصهم ففي مراكش مثلا خصص لهم حي به حانات وأسواق لبيع الخمور ولحم الخنزير.
وجاء في فتوى لابن تاشفين أن الذين أسلموا خوفا يقبل إسلامهم، وإذا رجعوا عن الإسلام لهذا السبب يعذرون " إذ لا ملامة عليه (من رجع إلى النصرانية) في أن يفر من الظلم بالخديعة والتلاعب.

### التصوف
من أقطاب التصوف في تلك الفترة تبرز أسماء ابن بَرَّجان وابن العريف وابن قسي وابن حرزهم. وكان الأمير علي بن يوسف متسامحا وكريما مع المتصوفة، خصوصا مع من انقطع منهم للعبادة والزهد، لكنه كان متعقبا لمن يمارسون السياسة، حيث دخل الأمير في صراع علني ومواجهة محتدمة بين أحد الوجوه الصوفية التي كان لها حينئذ ثقل بارز في الأندلس وهو ابن برجان، وسعت السلطات إلى وضعه وأتباعه خارج سياج الشرع عن طريق اتهامهم بتأويل النصوص القرآنية والخروج عن السنة. على رغم ذلك تمكن ابن برجان بذكائه من دفع التهمة عنه بتوضيح ما كان غامضا من تأويلاته. وكان لحادث إحراق كتاب إحياء علوم الدين في قرطبة، أثر كبير ولا زال، بين الفقهاء وأهل الكلام، حيث يعد أحد أهم مؤلفات أبي حامد الغزالي. لكنه حدثٌ وقع بعد ثلاث سنوات من وفاة يوسف بن تاشفين، فقد توفي يوسف سنة 500 هـ، وأحرق الكتاب عام 503 هـ، وتوفي الإمام الغزالي عام 505 هـ، فأغلب ما قيل كان من مصادر الموحديين، حيث أن مؤرخي هذه الدولة عملوا على تهويل عملية إحراق الكتاب من طرف المرابطين، لكن ظاهرة إحراق الكتب كانت عادية ومألوفة في بلاد المغرب والأندلس قبل العهد المرابطي وحتى العهد الموحدي. وعملية إحراق الكتاب تعود، حسب بعض الروايات، إلى المبالغة في الدعوة الروحية وإلى أللانسياق وراء الغيبوبة الصوفية في الوقت الذي كانت تحتاج فيه الدولة المرابطية إلى من يحث الناس على الجهاد ضد الممالك الإسبانية في الأندلس كما تخفي كذلك اضطراب العلاقة بين السلطة السياسية والسلطة العلمية، كما أن التقاء المصالح بين توجه الدولة وتوجه الفقهاء الذين رأوا من كتاب الغزالي تحاملا كبيرا ضدهم جعلت التصدي للكتاب يكون مشتركا بين الطرفين: الفقهاء في إصدار الفتوى معززة بالحجة والدليل، والدولة باستصدار تلك الفتوى والإشراف على تنفيذها. فواجه المتصوفة هذه الفتوى وتحدوا الأمر الأميري، وظلوا على تشبتهم بكتاب «الإحياء»، وتزعمهم في ذلك ابن النحوي. حتى تكرر لفظ «الغزالية» في الكتابات الصوفية المغربية لوصف جماعة الصوفية المقبلة على مؤلفات أبي حامد الغزالي وعلى كتابه «إحياء علوم الدين» بشكل خاص، وتتعصب لأفكاره، وتدافع عنه.
ولكبح غضب المتصوفة اعتمدت السلطة المرابطية سياسة التقارب وتبنتها، ومن مظاهرها ظهائر التوقير والاحترام التي كان يبعثها الأمير علي بن يوسف إلى شيوخ بعض الزوايا يلتمس فيه دعاءهم ويتوق للحصول على بركتهم ورضاهم. حيث عارضت العديد من الزوايا بشدة إحراق كتاب إحياء علوم الدين، وانعكست هذه المعارضة في عدم حضور شيوخ بعض الطرق، كالطريقة الأمغارية، لاجتماع موسع دعا إليه الأمير علي بن يوسف كافة علماء المغرب قصد مناقشة مسألة إحراق كتاب الإمام الغزالي، وكان اجتماعاً أشبه «بمؤتمر» كبير ضم عددا من أقطاب التصوف بالمغرب، من أجل التصالح والتقارب بين السلطة والمتصوفة.
ألف أبي العباس الإقليشي منظومة في حادثة إحراق الإحياء، وهي المادة الأدبية الوحيدة المعروفة حاليا التي تؤرخ للحادثة، وكان لها صدى، خصوصا كون المؤلف مفسر للقرآن، وراوي للحديث، ومنظم للمعشرات الزهدية، وتصانيفه في النبي كثيرة، كل هذا ساعده على أن يكون ولياً زاهداً لدى الصوفية، وصوته مسموعاً. ورد الأقليشي أسباب نقمة هؤلاء الفقهاء على كتاب «الإحياء» إلى إيثارهم مباهج الحياة الدنيا من خلال توظيف الفقه لتحقيق ذلك، حسب اعتقاده:
وشاعر آخر كان معاصراً للأقليشي، وهو ابن البَنِّي، كان قد عرَّضَ بالقاضي ابن حمدين في أبيات فجَّر فيها موقفه من سطوة الفقهاء، وتملكهم زِمَامَ أمور الدولة في عهد علي بن يوسف في أبيات منها:
وظهر أن بعض هؤلاء المتصوفة، وخاصة متصوفي الأندلس، لديهم أطماع سياسية، كما وقع عند تمرد أحمد بن قسي الأندلسي ومريديه.

## الثقافة

### الأدب

قصيدة لابن قزمان (1160–1078)، الذي يوصف بإمام الزجالين بالأندلس. له أكثر من 149 قصيدة في الزجل الأندلسي.

اتخذ المرابطون من العربية اللغة الرسمية للإدارة والدولة في جميع المناطق التابعة لهم واعتنوا باستجلاب المؤلفين من أهل الأدب والفصاحة من الأندلس إلى المغرب وكان لذلك تأثير في تعريب منطقة المغرب الأقصى التي تأخر تعريبها كثيرا بسبب غلبة العنصر الأمازيغي عليها وطابعها العمراني القروي والفلاحي الذي يكرس العزلة ويعوق التواصل الاجتماعي بين السكان ولم تكن اللغة العربية في المغرب لغة رسمية قبل عصر المرابطين. واستكمل عملية تعريب المغرب هجرة القبائل الهلالية للمغرب في عصر الموحدين.
كان لجهود المرابطين في توحيد المغرب والأندلس وما نتج عن ذلك من هجرات متبادلة كلها أمور أسرعت بتعريب المغرب وهيأته لأن يصبح مركزا هاما للعلوم والحضارة خلال القرون التي تلت ذلك العصر. كما اعتنى الأمير يوسف بن تاشفين بوظيفة الكتابة فاستجلب الكتاب من الأندلس إلى المغرب، وقام ابنه علي بتطوير ديوان الرسائل وجلب خيرة الكتاب في ذلك العصر. كما تتكلم بعض الروايات عن عملية ترجمة القرآن إلى اللغة الأمازيغية، وخطبة الجمعة كانت تلقى باللغات الآمازيغية المتعددة في بعض الاماكن. كان عدد المؤلفات الفقهية في مختلف فروع الفقه المالكي كبيرا، وكان الذي يحظى بحظوة عند الخليفة هو من كان يشتغل بعلم الفروع، ويذكر عبد الواحد المراكشي في ذلك:
| الدولة المرابطية | ..لم يكن يقرب من أمير المسلمين ويحظى عنده إلا من علم الفروع أعني فروع مذهب مالك، فنفقت في ذلك الزمان كتب المذهب وعمل بمقتضاها.. | الدولة المرابطية |

أفرز العصر المرابطي العديد من الأدباء، من بينهم القاضي عياض السبتي، مفخرة المغرب ورائد الحركة الفقهية، كانت له مشاركات علمية فعالة في علوم كثيرة كالحديث والسيرة والتفسير والأدب واللغة، من بينها كتاب التنبيهات المستنبطة على المدونة وكتاب مذاهب الحكام في نوازل الأحكام والشفا بتعريف حقوق المصطفى. كما برز أبو بكر بن العربي القاضي الفقيه والرحالة الأديب الإشبيلي، الذي ألف في الفقه والأصول وبرع في الأدب والشعر. والتاريخ، من مؤلفاته العواصم من القواصم، ويعتبر رائد من روَّاد أدب الرحلات، عندما قام بتجريد جانب من رحلتِه: «ترتيب الرحلة للتَّرغيب في الملة»، أسماه: «شواهد الجلَّة والأعيان في مشاهد الإسلام والبلدان». وألف ابن بسام كتاب الذخيرة في محاسن أهل الجزيرة الذي عرض فيه جانباً من الحياة الأدبية الأندلسية، وتضمن الكثير من تراجم الشعراء والكتاب والأدباء الأندلسيين. وألف محمد بن الحسن الحضرمي المعروف بالمرادي كتاب الإشارة في تدبير الإمارة إلى زعيم المرابطين الأمير أبي بكر بن عمر وجعله منهاجا فكريا في مجال السلوك السياسي وفي مجال السلوك الأخلاقي، وهو من أهم كتب قواعد البروتوكول التي تداولها سلاطين المغرب على مر العصور، وكان المرادي يتمتع بثقافة كلامية أصولية، ولم يكن ذلك معروفا ولا معهودا بين مالكية المغرب، حيث كان من أوائل الأشاعرة الذين حاولوا نشر المذهب بالمغرب بين المالكية. وبعد تخلي الأمير أبي بكر بن عمر عن الملك لصالح يوسف بن تاشفين وعودته إلى الصحراء نهائيا اصطحب معه مجموعة من العلماء من أجل نشر الثقافة الإسلامية وكان الإمام المرادي في طليعتهم.
ومن الأدباء المتقدمين، ابن الصيرفي، الذي كان من شعراء المرابطين، من مؤلفاته «تقصي الأنباء وسياسة الرؤساء» وكتاب ««الأنوار الجلية في أخبار الدولة المرابطية»». واشتهر من العلماء الملثمين، أي المرابطين، ابن تقسوط الصنهاجي الذي كان من أعلام مدرسة دانية. وخلوف بن خلف الله الصنهاجي الذي ولي قضاء غرناطة،. واشتهرت بعض النساء كتاج النساء بنت رستم، وأم الفتح فاطمة بنت أبي القاسم الشراط، وأم العفاف نزهة بنت أبي الحسين سليمان اللخمي، وفاطمة بنت ابي القاسم عبد الرحمان اللواتي سمع عنهن الكثير، وتخرج على أيديهم الكثير من العلماء.

#### الشعر
مقال تفصيلي: زجل أندلسي، موشح
ازدهر الشعر العربي في عصر الطوائف واتصلت ظاهرته ونتاجها الضخم بعصر المرابطين، فكان لهذين العصرين ازدهارا لم يكن له نظير في العصور التي سبقته، ومن الذين عاصروا المرابطين يحيى بن بقي وابن حمديس الصقلي وابن الزقاق البلنسي وابن عبدون الفهري وابن خفاجة والأعمى التطيلي كبير شعراء الموشحات، وابن قزمان زعيم الزجل الأندلسي، الذي اهتم به المستشرقون حيث يعتبر زجله تمازج الحضارة العربية بالحضارة الأيبيرية. وازدهر فن الزجل بسبب تذوق المرابطين لهذا النوع من الشعر وليس لنفورهم من اللغة الفصحى كما يزعم بعض الباحثين. لأنه رغم انتشار الشعر الشعبي إلا أنه لم يحد من انتشار العلم والمعرفة في أوساط المفكرين، بل إن هذا العصر عرف تجدد الفكر العربي الإسلامي على يد فلاسفة كبار أمثال ابن رشد وابن طفيل، الذين عاصرا المرابطين والموحدين.
كما برز ابن زهر، وشَّاح الأندلس، الذي تمتع بمكانة رفيعة عند المرابطين، من مؤلفاته كتاب «الاقتصاد في إصلاح الأنفس والأجساد» ويسمى أيضاً «الزينة» بطلب من أمير مرابطي. ومن أشهر الدواوين الشعرية، ديوان ابن خفاجة الذي ضم قصائد متنوعة منها في مدح استرداد مدينة بلنسية من قبضة القشتالين، وأخرى يرثي فيها قريبا له «بأغمات». وديوان أحمد بن أبي هريرة الذي يمدح انتصارات المرابطون ضد النصارى.
وكان للمرأة الأندلسية في عهد المرابطين دور كبير في الحياة الاجتماعية والأدبية بسبب تدخلها في شؤون الحكم. حيث كانت لهن مجالس أدب، وقد لمعت في هذا المجال حواء بنت إبراهيم بن تافلويت واختها زينب وكذلك تميمة بنت يوسف بن تاشفين. فتوجه إليهن الشعراء مادحين، طالبين للعطاء أو الشفاعة كالأعمى التطيلي وابن خفاجة، وقد التزما بالصدق الاجتماعي في مدحهن فلم ينسبا إليهن ما ليس فيهن. وكان
لتصوير الأسرة دور أساسي في هذا الخطاب المدحي، أبرزه مدح التطيلي للأميرة حواء بنت تاشفين، والتي كانت تُعِين الفقراء، بل ساعدت في إصلاح مسجد بلنسية. وهذه ابيات مدح له في سائر الأسرة المرابطية: 
| الدولة المرابطية | إِذَا دَعُـوا قَامَتِ الهَيْجَاءُ عَلَى قَدَمٍ وَكُنْ عَلَى حَذَرٍ مِنْهُمْ إِذَا غَضِبُوا هُمْ ثَبَّتُوا الدِّينَ إِذْ ضَاقَـتْ مَذَاهِبُهُ بِأَنْفُسٍ صِيْغَ مِنْهَا الدِّينُ والحَسَب حَتَّى اسْتَقَرَّ الهُدَى فِي عُقْرِ دَارِهِمُ وأَيْقَـنَ العُجْمُ أنَّ القَـادَةَ العَرَبُ | الدولة المرابطية |

 ويتضح من هذه الأبيات حرصه على إبراز أثر المرابطين في توحيد الأندلسيين، بعد زمن كثرت فيه المنازعات والانفصالات والتواطؤات، وكثرت فيه المذاهب الدينية. فما إن قامت دولتهم في هذه البلاد حتى ألَّفت بين القلوب ووحدت المتخاصمين تحت شعار واحد وراية واحدة وهدف واحد. وكون الدولة المرابطية دولة قائمة أساسا على دعوة دينية إصلاحية، كان لابد من ذكر أثر الدين على أفرادها. وقد عرف الشعراء توظيف هذا الأمر في قصائدهم. ويقول ابن خفاجة في تصويره لأسرة الأميرة مريم بنت تفلويت:
| الدولة المرابطية | مِنْ أُسْرَةٍ يَتَلَثَّمُـونَ إِلَـــــى الــــوَغَــــــى يَومَ الحَفِيْظَةِ بِالعَجَاجِ الأَقْتَمِ مِــنْ بَيْـــــــتِ عِزٍّ مِنْ نِبَـــــــــالٍ حَيْــــثُ لاَ تُلْقَـى بِغَيـرِ مُسَـوَّدٍ ومُعَظَّـمِ | الدولة المرابطية |

كما نبغ في هذا العصر أدباء من أبناء المغرب. منهم ابن زنباع وابن الزيتوني وابن القابلة السبتي وعبد الله التادلي. وإن عد الشاعر محمد بن حبوس من حيث التصنيف التأريخي الأدبي موحديا إلا أنه رأى النور بفاس سنة 500هـ، فهو إذن من حيث الواقع الميلادي، مرابطي النشأة والتكوين، حيث كان في عصر المرابطون مقدما في الشعراء، حتى نقلت إلى أمراءها عنه بعض الحماقات، على حد وصف المراكشي في معجبه، فهرب إلى الأندلس. وعند ظهور الموحدين أبدى حماس لدعوتهم، وناصر قضيتم، وأيد مذهبهم في العقائد والكلام، واعتنق مواقفهم العدائية تجاه جمود فقهاء المرابطين.

### التعليم
اهتم المرابطون بالتعليم ونشره منذ الأيام الأولى التي ارتبطوا بها بدعوة عبد الله بن ياسين، واعتنوا بنشره في أنحاء المغرب، وصلت حتى القرى النائية في جبال الأطلس. وبدخول الأندلس، تفتحت أمامهم حضارتها التي وجدوا فيها آفاق جديدة في العلم، وبدأوا يتعلمون من الأندلسيين، فاهتموا بتربية وتعليم الأبناء منذ الصغر، وشمل التعليم الأولاد والبنات أيضا، ولم يطرأ أي تغيير على النظام الذي كان معمولا به قبل، إذ كانوا يرسلون أبناءهم إلى المادرس القرآنية الذي يسمونه بالمحضرة أو المسيد،  وظل المسجد هو موقعها، وإن لم يكن المسجد فبيت المعلم نفسه، وكان التلميذ هو الذي ينفق على نفسه، وربما ترك عمله الذي يعيش منه من أجل تلقي العلم. وكان يشترط في المعلم ألا يكون عزبا ولا شابا، بل يكون شيخا متدينا، وألا يحضر الجنائز البعيدة كي لا يكثر من البطالة ولا يهمل الصبيان، ويشترط عليه ألا يكثر من عدد الطلاب، حتى يستطيع أن يؤدبهم ويعلمهم، إلا أن الكثير لم يلتزموا بهذا الشرط. والمواد التي كانت تدرس للصغار في المرحلة الأولى فهي تعلم القرأن الذي جعلوه أصلا من التعليم، ثم أخذهم بقوانين اللغة العربية وحفظها وتجويد الخط الهجاء، وحسن الألفاظ في القراءة وتجويد التلاوة، وتعليم الصلاة والقليل من الحساب. إلا أن القاضي أبو بكر بن العربي كان يرى تقديم العربية والشعر على سائر العلوم. وانتشرت الكتاتيب في المدن والقرى، وكان يتعذر أن يوجد فلاح أندلسي لا يعرف القراءة والكتابة. وتشعبت رحلات الطلبة الكبار داخل البلاد وخارجها، ليسمعوا من علاماء آخرين ويكتبوا عنهم أو ليعطيهم إجازة، وكان الإقبال شديدا من أبناء المغرب في السفر إلى الأندلس بسبب التقدم الفكري والحضاري الذي سبقتهم فيه الأندلس، وساهم في ذلك التوحيد بين المغرب والأندلس على يد المرابطين، إضافة إلى أهل المغرب الذين وفدوا والتحقوا بمدارس الأندلس، كان الكثير من كتاب وفقهاء وعلماء وشعراء الأندلس يشدون الرحال إلى مراكش يعرضون مواهبهم وخدماتهم، ومنهم من استقدمهم ملوك وأمراء المرابطين لتأديب بنيهم وتعليم أهل المغرب. ومما ساعد على نمو الحركة العلمية النشاط الكبير في تأسيس المكتبات، التي انتشرت ليس في المدن الكبرى فقط، بل في القرى الصغيرة أيضا، ولم يقتصر تأسيس المكتبات على الأثرياء وحدهم، بل نجد هذه الرغبة أيضا عند الطبقات الفقيرة.

### العمارة
مقال رئيسي: عمارة المرابطين والموحدين

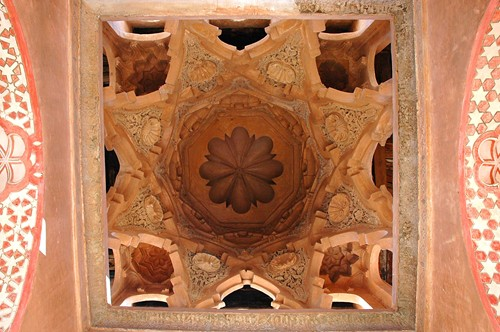
داخل القبة المرابطية. مراكش

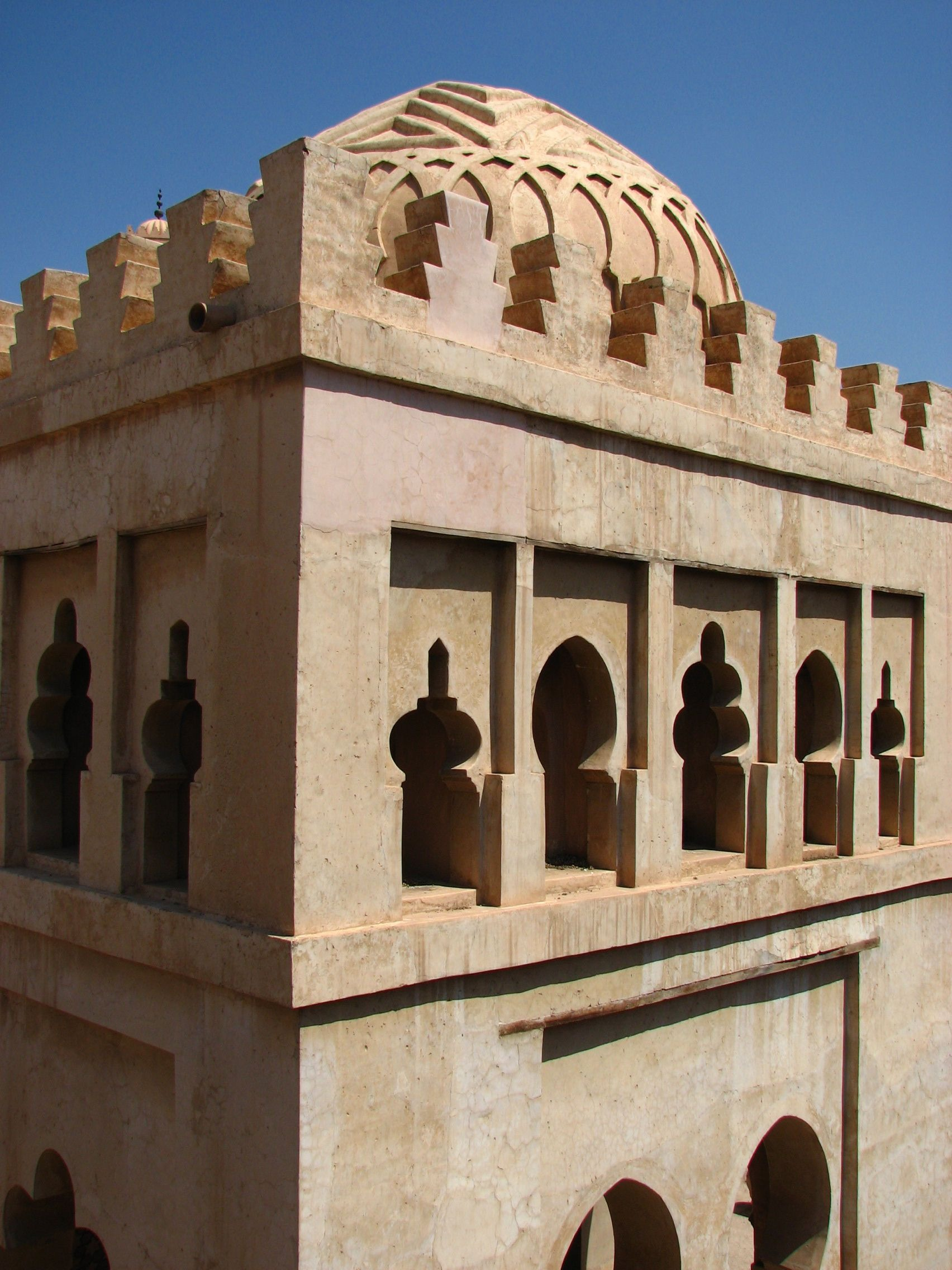
القبة المرابطية من الخارج. وهي إحدى البقايا النادرة للعمارة الدينية المرابطية بمراكش وكانت تمثل ملحقة لمسجد علي بن يوسف الذي هدمه الموحدون بعد استيلائهم على المدينة.

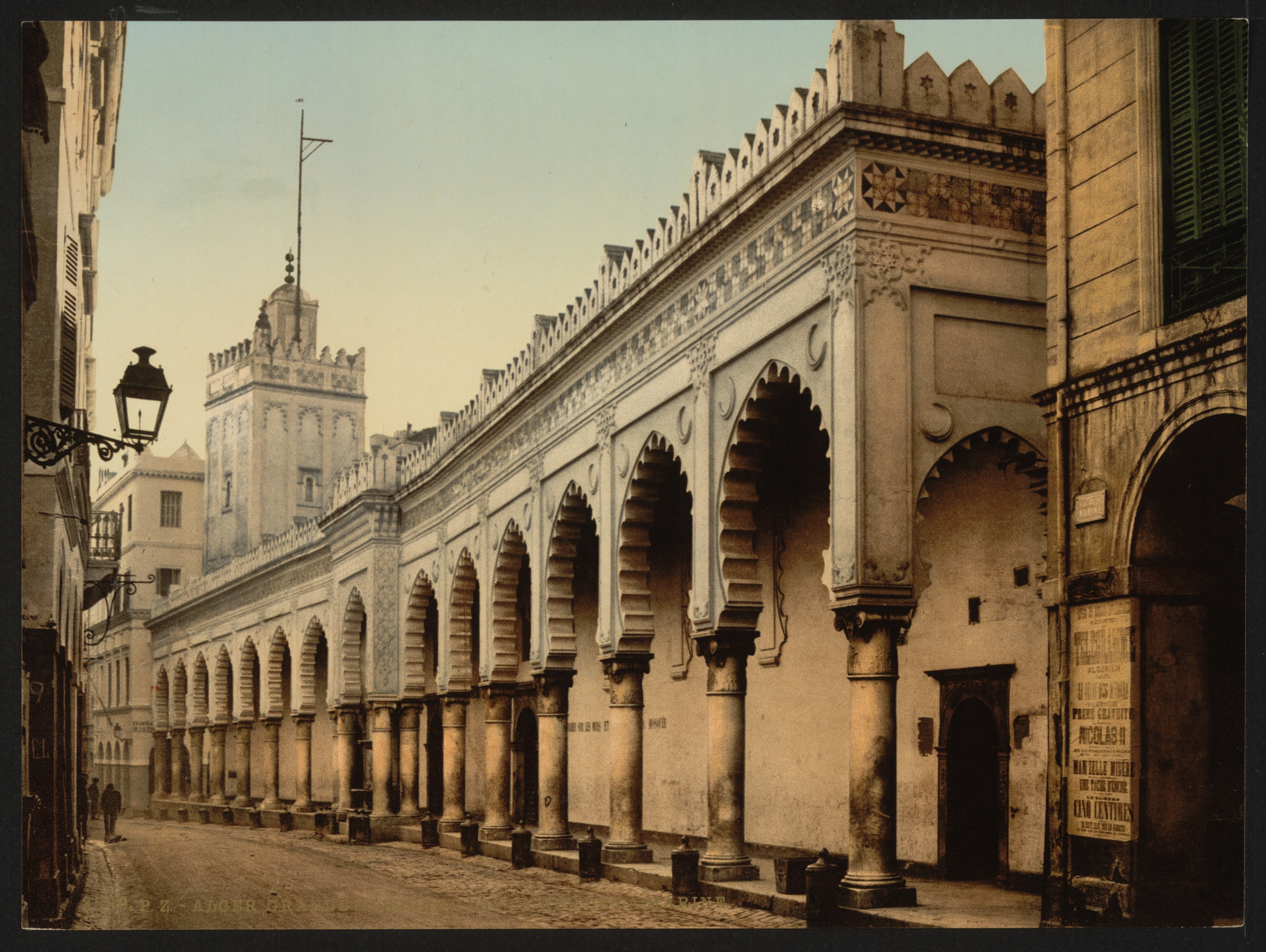
المسجد الكبير بالجزائر العاصمة، أكبر وأقدم مساجدها، به نقيشة كتبت على المنبر الخشبي:

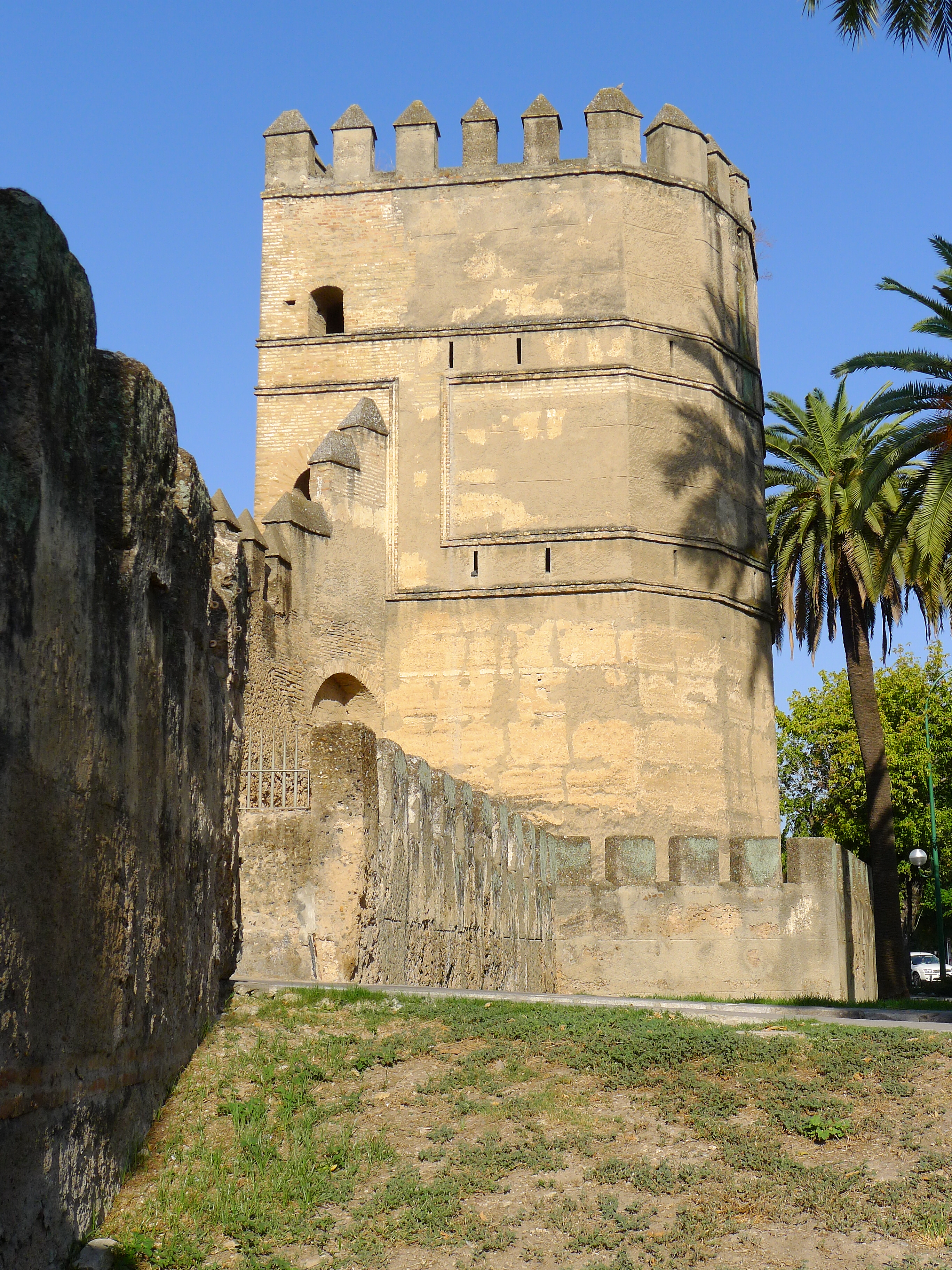
"أسوار ماكارينا"، تعد من آثار المرابطين النادرة في إشبيلية. تأخر المرابطين في تأسيس الأسوار لمدنهم، حيث بقيت قاعدتهم الكبرى مراكش لمدة سبعين بلا أسوار حتى اقترب خطر الموحدين، حينها تم تشييد سورها، بالإضافة لمكناس التي لا تفوتنا ملاحظة بناء أسوارها في وسط حصار الموحدين للمدينة.

في حقبة المرابطين امتزج فنهم المعماري بالأندلسي المتميز، فأنتج فنًا خليطا بين الطابعين، وإذا كانت الأندلس قد خضعت سياسيا لحكم المغرب فإن المغرب كان «إقليما فنيا أندلسيا»، حيث أحضر بن تاشفين صُناع من قرطبة إلى فاس، فأضافوا إليها فنادق وحمامات وسقايات، ومطاحن، وقام بتوحيد ضفّتَي نهر فاس داخل سور واحد. وأقام ابنه علي قنطرة تانسيفت في مدخل حاضرة مراكش التي أوكلها لمهندسين أندلسيين. فظهر الفن الأندلسي على عاصمة ملك المرابطين مراكش بعد بنائها وتوسيعها، ثم بنى فيها قصره المعروف بدار الحجر، وأحاطه بالأسوار. فتدفقت الحضارة الأندلسية وبدأت تأثيراتها تظهر على المدن المغربية كسبتة وفاس وسلا، كما تجلت روائع الفن المغربي الأندلسي في هذا العصر في الأبنية الدينية كجامع القرويين بفاس وجامع تلمسان وغيره من الجوامع. وتم تغيير شكل القرويين الذي كان على عهد الزناتيين، لكنهم بذلوا أقصى جهدهم في الإبقاء على أصولها الأولى، وذلك باحتفاظهم منذ البدء على تصميم «البلاطات الموازية لجدار القبلة» ، فصنعوا منبراً جديداً للقرويين خلف منبر الزناتيين تكسو جوانبه الزخارف الهندسية التي رصعت بالصدف الذي زخرفت به آيات من القرآن بالخطين الأندلسي والكوفي. وحينما أراد علي بن يوسف توسعة جامع القرويين، كانت توجد أرضًا بجواره تعود لملكية اليهود، فلم يغتصبها بل اشتراها منهم بالزيادة في ثمنها.
وفي المقابل يبدو الطابع المغربي المميز في بناء الحصون والأسوار والقلاع في الأندلس. وظهرت تقنية الترصيع الزخرفي في الأندلس في القرن الثاني عشر في ظل حكم المرابطين. حاليا آثار المرابطين نادرة والمتبقي منها لحقه تغيير كبير، خصوصا في المغرب، حتى أنه قد فقد بعضا من أصالته. إلا أن إنجازات المرابطين في المغرب الأوسط بقيت واقفة ومحافظة على شكلها إلى حد ما، إذ تعتبر مساجد كل من الجزائر العاصمة، وتلمسان وندرومة وهي من آثار يوسف بن تاشفين. تتصف جميع المساجد المرابطية بنفس التنظيم المعماري. ومنبر مسجد الكتبية بمراكش تم إنجازه بقرطبة ابتداء من عام 532هـ/1137م والانتهاء منه في 1147م، بأمر من علي بن يوسف، ويتكون هذا الصرح من قطع قابلة للتفكيك، ورفع فوق عجلات صغيرة، مما يسمح بإخراجه يوم الجمعة بواسطة طريقة آلية. وهو مصنوع من خشب الأرز والصنوبر.
أحصى البيذق ما يقرب من عشرين حصنا مرابطيا موزعا في أرجاء المغرب  أشهرها قصبة الأوداية بناها تاشفين  وقلعة زاكورة المرابطية. كما صمموا الأبراج وهي عبارة عن حصن مربع الشكل داخل سور أو منعزل عنها، واثر البرج الأندلسي في تصميمات البرج المغربي منذ عهد المرابطين مع آثار محلية أطلسية وقد استعمل المرابطون الحجارة الطبيعية العادية في بناء الأبراج والقلاع.

## العلوم

خريطة العالم تعود للجغرافي الإدريسي (1100-1162)، الذي ولد في المغرب خلال الفترة المرابطية، رسم هذه الخريطة للملك روجر الثاني، ملك صقلية.

نشأت دولة المرابطين في بيئة صحراوية بعيدة عن مركز العمران والحضارة لكنها مع ذلك ما لبثت أن بسطت نفوذها على مناطق عريقة في الحضارة والعلم كإشبيلية وفاس وقرطبة حتى نالت فيها شرعية سياسية ودينية جعلت الكثير من أبناء هذه المناطق ينضوون تحت لوائها ويضعون خبرتهم وعلومهم في خدمتها فدخلت بذلك في مصاف الدول العريقة في الحضارة والتنظيم. رغم قول بعض المؤرخين، خصوصا المستشرقين، أن فترة المرابطين كانت عهد التحجر والجمود ومحاربة العلوم الفلسفية، وهو التوجه الرسمي للدولة، إلا أن عصر المرابطين عرف شيوع العلوم الطبية والفلكية وعلوم اللسان والتاريخ، وعرف ظهور عدد ضخم من الأعلام، كالجغرافي الشريف الإدريسي من مؤسسي علم الجغرافيا والذي اشتهر بموسوعته نزهة المشتاق في اختراق الآفاق والجغرافي أبو عبيد البكري صاحب المسالك والممالك ومعجم ما استعجم وصف فيه جغرافية الأندلس وأوروبا وشمال أفريقيا. وفي عهد علي ابن يوسف، كان أحد وزرائه، مالك بن وهيب، على رأس المنجمين والعرافين بأحداث المستقبل، وقد تنبأ بظهور المهدي بن تومرت ونهاية الدولة المرابطية على يديه، وكان هذا الوزير على اطلاع واسع بعلم التنجيم وعلم الهيئة.
من أعلام المرابطين الرياضياتي والفلكي والفيلسوف والموسيقي ابن باجة، الذي اشتهر في الأدبيات الغربية باسم Avempace. فعندما دخل المرابطون سرقسطة استطاع ابن باجة أن ينال ثقتهم، واتخذه القائد المرابطي أبو بكر إبراهيم بن تيفاويت كاتبا له. اشتغل بشرح مؤلفات أرسطو والفارابي، وألف كتباً منها «مقال في البرهان»، و«الاسم المسمى»، وكتاب في الهندسة «كلام في الإسطقسات» ومؤلفات في «الرياضة والفلك»، وكتاباً في «النفس»، وكتاباً في «التشوق الطبيعي وماهيته»، وكتاباً في «القوة النزوعية»، و«رسالة الوداع»، وكتابا عن «اتصال الإنسان بالعقل الفعال»، وكتاب «تدبير المتوحد» وغيرها كثير. وينسب إليه نوبة الإستهلال التي اكتشف مؤخرا أن النشيد الوطني الإسباني مبني على ألحانها. رغم اتهامات الطبيب أبي العلا بن زهر والأديب الفتح بن خاقان له بالإلحاد والزندقة إلا أن بن باجة بقي وزيرا للمرابطين لمدة عشرين سنة في المغرب، لكن الخلافات التي حصلت بينه وبين الأطباء وكتاب الدولة آلت أمره إلى أن مات مسموماً في فاس. وابن زهر المذكور سابقا، يعد أحد أعمدة الطب في الأندلس، ولأعماله أثر كبير في تطور الطب الأوروبي فيما بعد، من مؤلفاته التي ترجمت إلى اللاتينية كتاب التيسير في المداواة والتدبير الذي وصف فيه التهاب الغلاف الغشائي المحيط بالقلب، وطرائق استخراج حصى الكُلية. وكذلك برز طبيب العيون محمد بن أسلم الغافقي، والطبيب أبو جعفر بن هارون الترجالي، كما نشأ في كنف الدولة المرابطية الرياضياتي والطبيب السموأل بن يحيى المغربي والطبيب موسى بن ميمون.

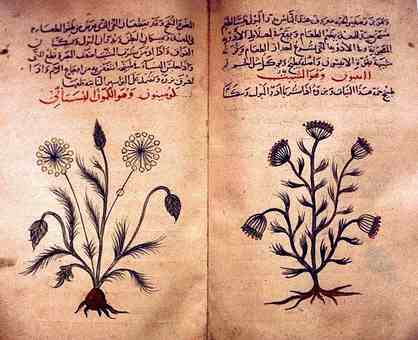
تعاون ابن باجة مع تلميذه أبو الحسن سفيان الأندلسي (توفي 537 هـ) في تأليف "كتاب التجربتين".

وفي الفلسفة ظهر مالك بن وهيب الذي كان وزيرا لابن يوسف، كما يعتبر ابن باجة أول من اشتغل بنشر علم الفلسفة في المغرب، وبصورة شبه معترف بها رسميا، والتي تميزت بالاختصار المركز والتنسيق والعقلانية لبنائها على ركائز رياضية وطبيعية تعتمد العقل المجرد ودون الالتفات للاعتبارات الأخرى التي استقطبتها الفلسفة الشرقية من حيث اعتماد هذه على الكلام ومجرد الجدل. عاش ابن باجة طفولته ومطلع شبابه في نهاية عصر أمراء الطوائف وبداية دولة المرابطين، حين عادت الأندلس موحدة سياسيا وتابعة إداريا للمغرب. ثم عايش لحظة انتقالية ثانية من المرابطين إلى الموحدين، إلا أنه لم يشهد انهيار دولة المرابطين، وكانت أدبياته عن العلم الإلهي قليلة، وتلك النقطة ستعرضه لاحقا إلى نقد ابن طفيل وابن رشد.
بينما عاصر ابن طفيل مرحلة تفكك دولة الوحدة المرابطية وعايش انهيارها وصولا إلى إعادة توحيدها سياسيا وتنظيميا بقيادة الموحدين. فترة الفيلسوف ابن طفيل انتقالية لكنها أكثر استقرارا من فترة ابن باجه. ويرى المؤرخين المختصين تاريخ الفلسفة الإسلامية أن ابن باجه كان أستاذ ابن طفيل، ورغم نفي الأخير اتصاله أو معرفته به، إلا أن شبهة دراسة ابن طفيل على يد ابن باجه ظلت مثار جدل بسبب غموض تاريخ ولادة ابن طفيل وعدم وضوح نشأته الأولى. فأسماء اساتذته وشيوخه مجهولة، الأمر الذي رجح احتمال الاتصال في فترة نزوح ابن باجه من سرقسطة في سنة 511 هـ 1117م إلى المرية وغرناطة. وفي غرناطة، التي تولى ابن باجه فيها مسئولية وزارية، وربما يكون حصل التعارف بين ابن طفيل وهو شاب صغير والوزير في تلك الفترة القصيرة قبل انتقال ابن باجه إلى إشبيلية ومنها إلى فاس. وبعد مدرسة ابن باجة، المزدوجة بين الدين والعقل، ستأي في عصر الموحدين مدرسة ابن طفيل القائمة على النشوء المرتجل والتطور الطبيعي، ثم يأتي في عصر المرينيين دور مدرسة ابن خلدون الاجتماعية القائلة بأن اختلاف البشر إنما هو نابع عن اختلاف بيئاتهم ومناشئهم.

## الاقتصاد
مقال تفصيلي: الدينار المرابطي، تاريخ الملح

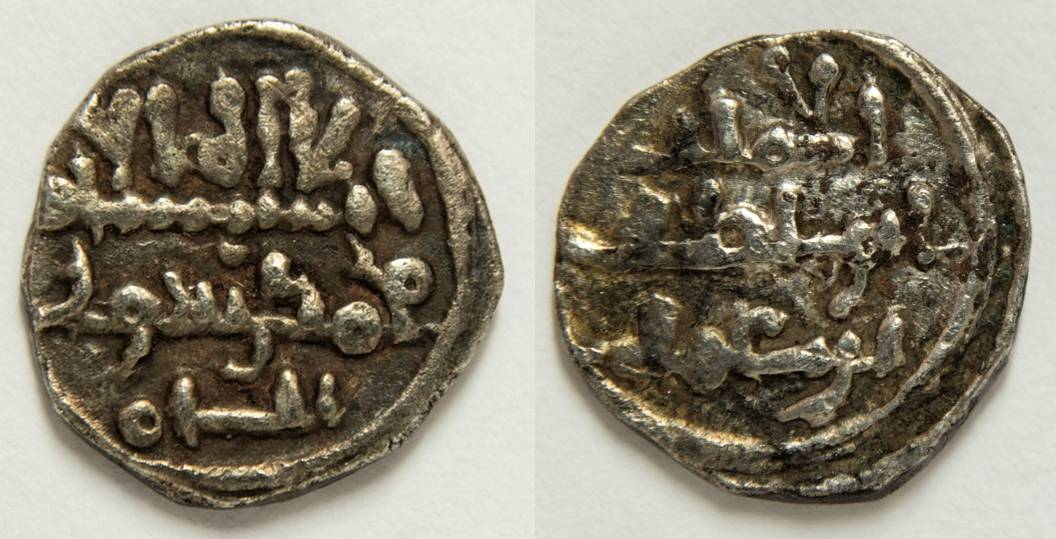
عملة مرابطية تعود لفنرة حكم الأمير أبو بكر بن عمر (1061 - 1087م)

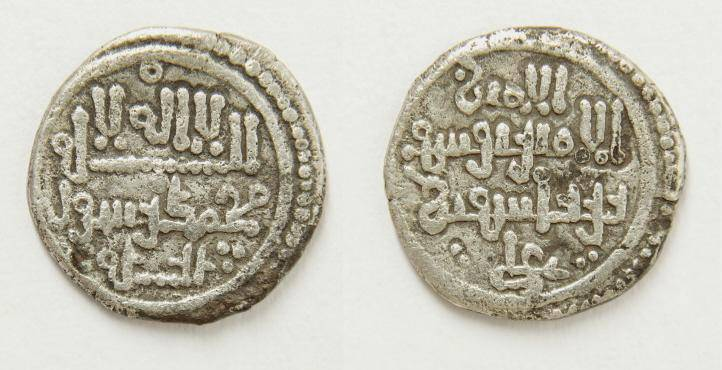
عملة مرابطية تعود لفترة الأمير يوسف بن تاشفين (1061-1106م)

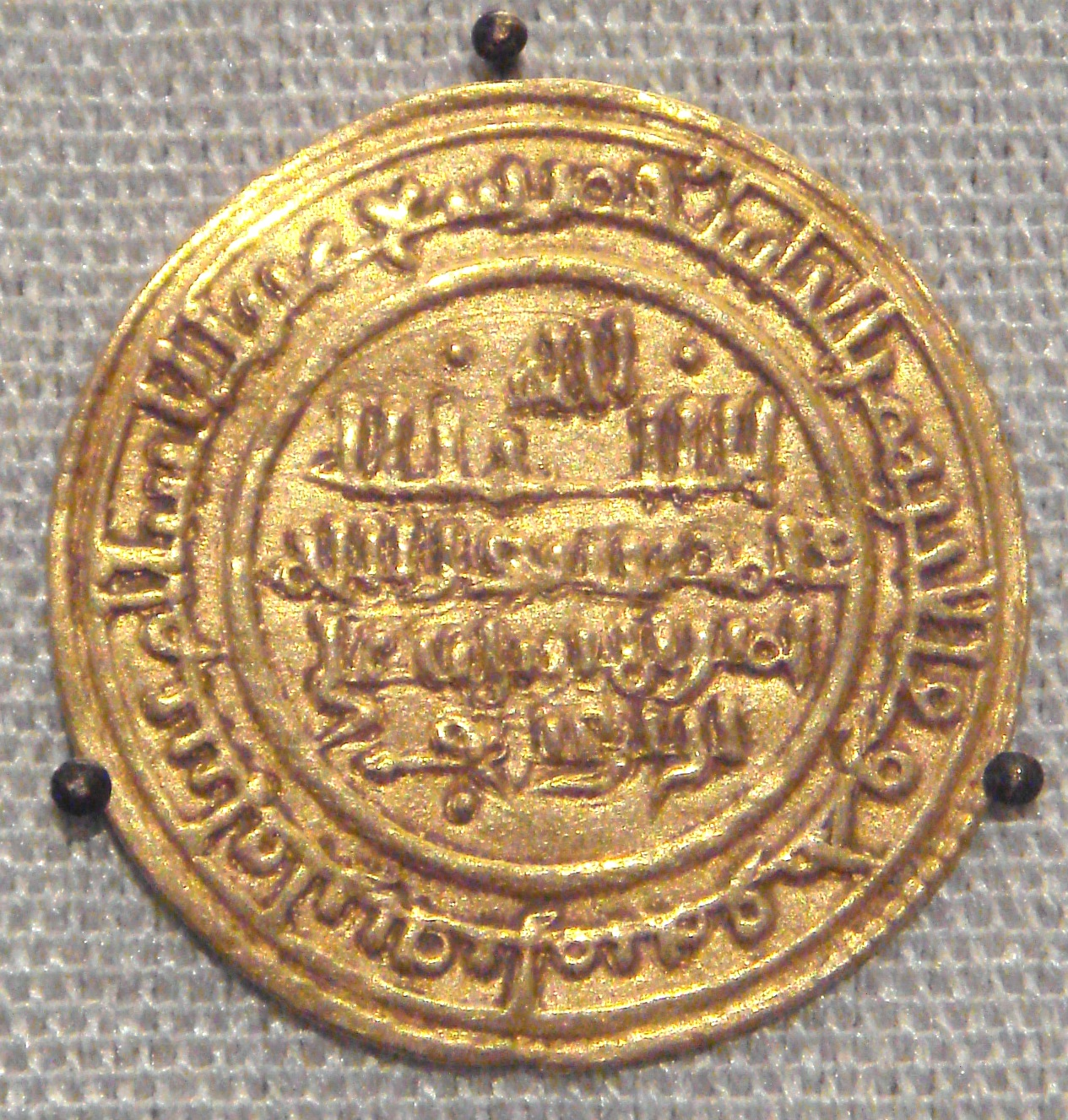
عملة من الدينار الذهبي المرابطي، إشبيلية سنة 1116. (المتحف البريطاني). ظلت العملة المرابطية متربعة على عرش العملات المسيحية المتداولة لمدة طويلة حتى بعد سقوط الدولة المرابطية، بسبب أن الدينار المرابطي كان يضرب من الذهب الخالص الذي كان مصدره دولة غانة التي تَحكم المرابطون في مناجمها وطرق تجارتها، وأدى تراكم الذهب بأيدي المرابطين إلى سك دينار وصلت درجة نقائه إلى 96%، مما جعله مرجعا معتمدا في الأوساط التجارية الدولية آنذاك.

عند بداية الدعوة كانت أهم واردات الدولة المرابطية هي الزكاة، والخراج، والجزية، والغنيمة، والفيء، والعشور، و«التطيب» والتخميس، وتوزيع الغنائم على الفاتحين. لكن سرعان ما توقفت هذه السياسة بعد أن تم بناء مدينة مراكش واتخاذها عاصمة للدولة الجديدة، فاتبع سياسيو المرابطين نظاماً مالياً يعتمد على القواعد الإسلامية: إلغاء الضرائب غير المشروعة، التي فرضها الزناتيين سابقا في المغرب، كالمغارم والمكوس، ولم يتم فرض معونة أو خراج. وأسسوا على اثر ذلك بيتاً لأموال المسلمين، وبلغ حجم الأموال من الجباية في الصندوق أرقام لم تعهدها البلاد من قبل.
قبل بداية الدعوة المرابطية، كانت مواطنهم قليلة الأمطار تُحبَسُ عنها لسنوات؛ تجعلهم يرتحلون لطلب الماء والكلأ، فتفرقوا حول الواحات الصغيرة في تلك الصحاري، وكوَّنوا قرى بدائية تتماشى مع ظروف حياتهم الرعوية. فعملوا في الزراعة وخاصَّة زراعة الشعير الذي ينبت في الأرض الفقيرة ويكفيه قليل من الماء، وكان النخيلُ أهم أشجارهم، وسجلماسة أهم واحات الصحراء عمرانًا بشجر النخيل، واستفادوا من ظل أشجارها؛ فزرعوا البطيخ والقرع والكوسى والقثاء، وازدهرت في واحة سجلماسة زراعة القطن وقصب السُّكَّر. واهتموا بتربية الحيوانات، كالإبل، من أجل ألبانها ولحومها وأوبارها وجلودها لصناعة العباءات والألبسة والنعال وأسقف البيوت الصغيرة، كما اهتَمُّوا بتربية البغال والحمير لاستخدامها في النقل المحلي، والبقر والغنم والماعز من أجل ألبانها ولحومها وجلودها، كما اهتَمُّوا بتربية النحل، ومارسوا صيد البقر الوحشي. وكان الفائض من إنتاجهم الزراعي والصناعي يُصدَّر إلى خارج بلادهم. ومع صعود المرابطين، تطوَّرت صناعة الأدوات الحربية بسبب الحروب المستمرَّة بينهم وجيرانهم الوثنيين من السودان الغربي وإمبراطورية غانا، واهتَمُّوا بصناعة السروج، واشتهرت تارودانت بصناعة قصب السكر، والمنسوجات والألبسة من الصوف والقطن والوبر، وكانوا يصنعون من ثمار القرع أواني يضعون فيها الملح والبهارات. وكانت أغمات من المدن الخصبة التي تصدر منتجاتها الوافرة من نحاس وأكسية وصوف وزجاج وأحجار وتوابل، ومصنوعات حديدية وغيرها إلى السودان الغربي. ومِن أهم معادن بلاد المُلَثَّمين الملح وكانت تصدر على شكل ألواح يُقطِّعُهَا العبيد وتحملُها الجمال إلى بلاد السودان وغانا، وكان الحمل الواحد يُباع في أيوالاتن بعشرة مثاقيل مِن الذهب، أما في مالي فكان يُباع بين عشرين وثلاثين مثقالاً، وكان للملح أهمية الحياة الاقتصادية، حيث كان يقطع قطعًا صغيرة يقايضون به كالذهب والفضة. كما كان ذهب إفريقيا الغربية رائجًا في عهد المرابطين إلى درجة رواج واستعمال الدنانير الذهبية المرابطية في عام 1167م من طرف ملوك أوروبا. استطاع اليهود بخبرتهم التجارية تكوين شبكة من الوسطاء للوصول إلى المدن ودور الضرب والأسواق العالمية، خصوصا بعد توحيد المرابطين الأندلس بالمغرب، وكان ليهود درعة وسجلماسة وماسة دورًا محوريًّا في التبادل التجاري بين الغرب الإسلامي والمشرق وممالك أوروبا. والغنى الذي تميزت به منطقة ماسة عن باقي مناطق المغرب جعلها قبلة للتجار. وبفضل الأسطول المغربي الضخم، استطاع تأمين الطرق التجارية وتوسيعهم لها، الذي ساعد في إقامة نشاط تجاري بين دولتهم وبين البلدان الأوروبية الغربية. وقد استمرت هذه الحركة مزدهرة رغم غارات الإيطاليين على سواحل المغرب الإسلامي، وظلت عملة Maravedí أي المرابطي تتداول في الجزيرة الإيبيرية من القرن 12 حتى القرن 19 ميلادي، وكانت تعرف في الممالك المسيحية قبل ظهور المرابطين باسم mancosus أي الدينار المنقوش، ودليلا على قيام تجارة نشيطة بين بلدان الغرب الأوروبي وبين المغرب الإسلامي، واستحوذ تجار جِنْوَة وبيزة على قدر كبير من تلك التجارة خلال العصر المرابطي.

## المجتمع

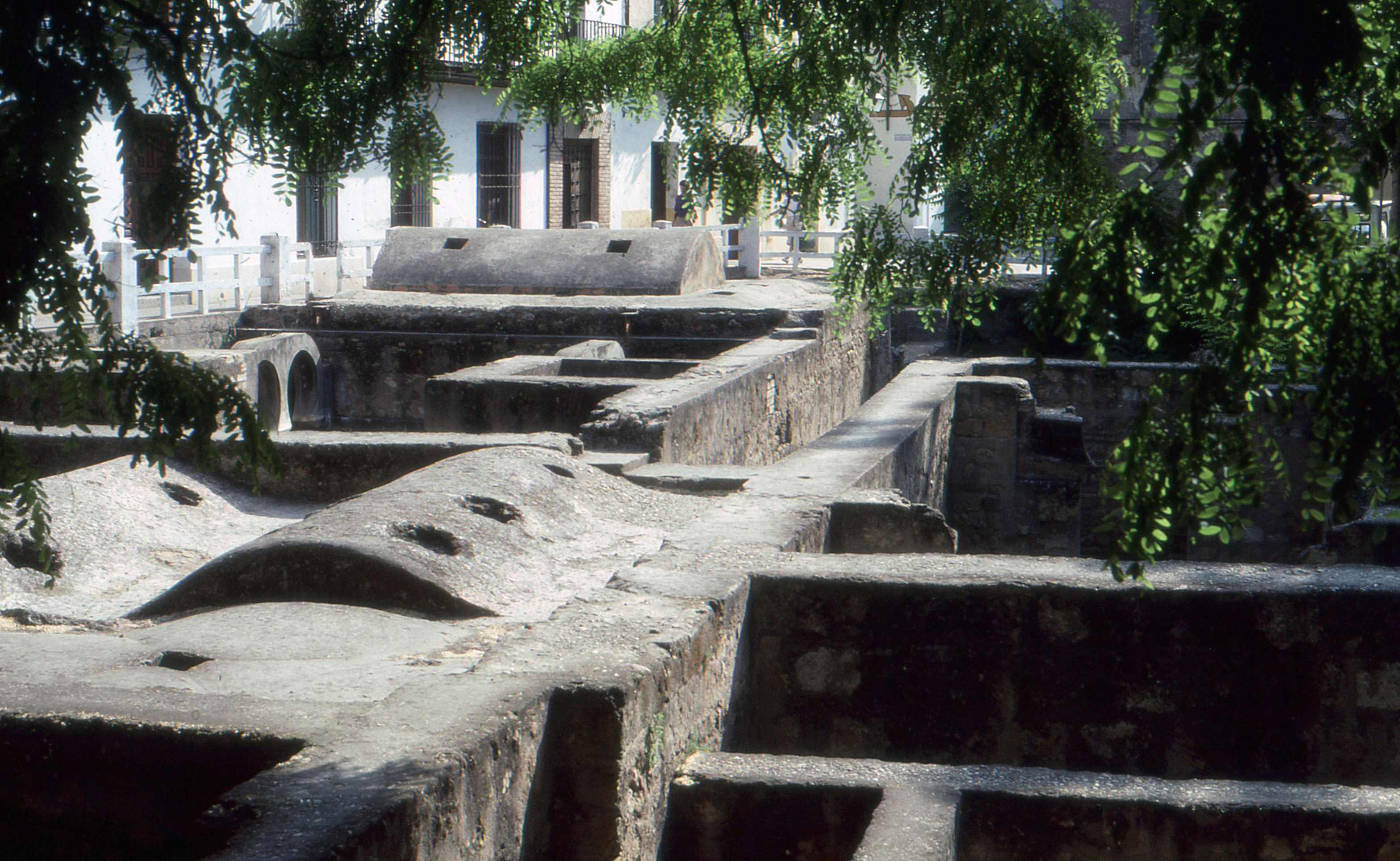
بقايا حمامات في قرطبة، تعود لفترة الحكم المستنصر بالله الأموي، تم إعادة استخدامها من قبل المرابطين بعد اصلاحها وتطويرها.

شكَّل البربر أو الأمازيغ الغالبية العظمى من سكان بلاد المغرب زمن تأسيس دولة المرابطين، وقد شاركهم العرب في الإقامة بالمنطقة منذ بدأت فتوح المسلمين لهذه البلاد، حيث كان المجتمع العربي ممثلا من فصائل بني هلال وحلفائها التي بدأت تتقدم من نواحي طرابلس إلى واحة ودان ومن هناك إلى والانة ثم تقدمت نحو السودان الغربي فتلاقت مع البربر الآتين من الشمال الغربي. وطرح الأندلسيون فكرة الاستعانة بالعرب الهلالية في عصر الطوائف لإنقاذ الأندلس، لكن هناك من عارض هذا الاقتراح نتيجة لما سمعوه من أخبار التي ألمت بأفريقية نتيجة الغزو الهلالي فخافوا على أموالهم ودورهم وملكهم، ولذلك عدلوا عن هذا الرأي وفضلوا الاستعانة بالمرابطين. وبعد أن أنهوا الهلاليين حروبهم في أفريقية والمغرب الأوسط وجدوا في الأندلس مجالا لإفراغ طاقتهم القتالية خاصة وأنهمم وجدوا في المرابطين دولة حرب تشجع على قدوم مثل هذه العناصر لاستعمالها في معاركها بالأندلس. واستوطنت بطون كبيرة منهم المغرب الأقصى كالاثبج وجشم ورياح وزغبة عند بداية دولة الموحدين.
وشاركهم الأفارقة من جنوب الصحراء بحضور قوي، حيث انضموا إلى جيوش المرابطين، ولم يقتصر استخدامهم على فئة الرجال وحدهم بل شمل فئة النساء اللواتي تم تستخيرهن للعمل في الخدمات المنرلية أو كجواري للمتعة، حيث أفاضت المصادر في الثناء على محاسنهن. وتشير النصوص إلى استخدامهن كطباخات لمهارتهن فيه ومنهن من تألق خاصة في صناعة أنواع مختلفة من الحلويات كالجوزينقات والقطايف وغيرها فبيعت الواحدة منهن بمائة مثقال أو أكثر.
وتبوأت المرأة مكانـة محترمة في المجتمع المرابطـي، إذ كانت تشترك فـي مجـالس القبائل الصنهاجية، ولها نفوذ على الرجال. لدرجة أن القـادة والأمراء يُلقبون أنفسهم بـأسمـاء أمهـاتهم، فنجد «ابن عـائشة»، و«عبد الله بن فـاطمـة»، و«ابن غانية» وهما من أبرز قادة المرابطين. وأشهر المرابطات على الإطلاق هي زينب النفزاوية التي لعبت دورا أساسيا في عهد يوسف بالمغرب، ووصفها ابن خلدون بأنها «إحدى نساء العالم المشهورات بالجمال والرياسة» وكتب عنها ابن الأثير بأنها «كانت من أحسن النساء ولها الحكم في بلاد زوجها ابن تاشفين» وقال عنها أحمد بن خالد الناصري في الاستقصا وهو يصف علاقتها بيوسف ابن تاشفين «كانت عنوان سعده، والقائمة بملكه، والمدبرة لأمره، والفاتحة عليه بحسن سياستها لأكثر بلاد المغرب». وحتى الروميات كان لهم دور تحديد السياسة العامة للدولة بعد أن أصبحن يتدخلن في اختيار أولياء العهد. ويرجع الأمر إلى النظام الأمومي، ونتيجة لهذه الحرية وانتشار الجواري شاعت بعض المظاهر المخالفة للأعراف الإسلامية عند طبقة منهن خاصة في اشبيلية. إلى جانب وجود عابدات وناسكات من أمثال زينب بنت عباد بن سرحان.

### المسيحيين والمولدين
كانت مواقع انتشار واستقرار النصارى في الأندلس في العصر المرابطي، معظمها في غرناطة واشبيلية وبلنسية والبيرة وبطليوس وطركونة ومالقة  فضلا عن استقرار بعضهم بالبوادي. والراجح أن عددهم كان كثيرا. وكان المولدين، وهم السكان الأصليين المنحدرين من أصل إسباني ممن اعتنقوا الإسلام أو ولدوا من أب مسلم فنشئوا على الديانة الإسلامية أوفر العناصر حركة وأكثرها أهمية في الحياة العامة وفي الفاعلية الاقتصادية للأندلس حيث اشتهر الكثير من المولدين بالقوة والنفوذ والثراء خصوصا في إشبيلية، وامتهنوا مهن متنوعة كتربية الماشية والزراعة في الأرياف، وصيد السمك، أما في المدن فقد زاولوا حرفا مختلفة، واشتغلوا بالتجارة، فكانوا بذلك أكثر العناصر نشاط وأكثرهم تلاؤما مع ظروف الحياة في البلاد الأندلسية.
وصل عدد كبير من النصارى إلى مكانة اجتماعية مرموقة؛ وأصحاب نفوذ وجاه، وحظوا برعاية الدولة خاصة في عهد علي بن يوسف، حتى إن إحدى الوثائق المسيحية أكدت أن تعلُّقه بالنصارى فاق تعلُّقه برعيَّته، وأنه أنعم عليهم بالذهب والفضة وأسكنهم القصور. وشارك النصارى المسلمين في استغلال المرافق الاجتماعية حيث سمح لهم باستقاء المياه مع المسلمين من بئر واحدة، ونظرا للتسامح الديني معهم سمح للنصارى بالخروج مع المسلمين في صلاة الاستسقاء. وحرص الأمراء المرابطين على حفظ الحقوق الاجتماعية للنصارى والضرب على أيدي كل من حاول المس بهم. وخصصت لهم الدولة المرابطية مقابر خاصة، تماشيا مع عاداتهم وتقاليدهم في دفن موتاهم وتعرف هذه المقابر باسم «مقابر الذميين». وفي المقابل تثبت بعض النصوص ما تعرضوا له من تشدد من طرف بعض الفقهاء كالمطالبة بمنع المسيحيات من الدخول إلى الكنائس إلا في أيام الاحتفالات والأعياد وذلك بدعوى أنهن يدخلن إلى الكنائس للأكل والشرب ويقمن بأعمال الدعارة مع القسيسين. ورغم أن النصارى كانوا يرتدون لباسا خاصا بهم، إلا أنهم كانوا يلبسون أزياء المسلمين، ورغم مطالبة بعض الفقهاء لهم بالكف عن ذلك، إلا أنهم استمروا في ارتدائها.
ويعد الأمير علي بن يوسف، المولود من أم نصرانية، أول من استخدام الروم وأدخلهم المغرب. حيث لم يقتصر استخدامهم على العمل في الجيش بل تعدى إلى مجالات أخرى كجباية الأموال من سكان الجبال في المغرب. ومن أبرز الأسماء الرومية التي حضيت بمكانة عالية في هرم السلطة المرابطية النبيل الكتلاني ريفيرتير الأول صاحب كونتية برشلونة، الذي كان من المقربين للأمير تاشفين بن علي، حيث ساهم معه في مواجهة الموحدين بالمغرب. واعتنق أحد أبنائه الإسلام، وهو علي بن ريفيرتير، الذي كان من قادة الجيش المرابطي، وبعد انهيار دولة المرابطين انظم لصفوف الموحدين، وشارك معهم في محاربة بنو غانية في مايورقة كما تواجد عنصر الصقالبة، الذين تم استخادمهم كحرس للمرابطين، لكن مصطلح الصقالبة اختفى من معظم المصادر التاريخية خلال العهد المرابطي حيث أصبحت تستعمل بدلها مصطلحات «الروم» و«الحشم» و«العلوج».
ليس من المستبعد أن يكون المرابطين قد اتبعوا نفس النهج الذي سار عليه المسلمين منذ فتح المغرب والأندلس المتمثل في نظام «القماسة» حيث تركت الحرية للمسيحيين بتنظيم شؤونهم المدنية والدينية كيفما شاءوا، حيث يتمتعون بإدارة محلية يختارونها بأنفسهم ويديرها رجال منهم يطلق على كل واحد منهم لفظ قومس، كانوا مسئولين أمام المسلمين عن كل ما يتصل برعاياهم النصارى. وكان للنصارى قضاء مستقل عن الدولة خاصا بهم يرأسه قاضي يعرف باسم «قاضي النصارى». إلا أن هذا لم يمنع تعرض البعض منهم لمضايقات وصلت إلى درجة النفي والتشريد، جراء مواقفهم، حيث تطوعت فئة كبيرة منهم لمساعدة ألفونسو المحارب عندما توغل في حملة جنوب الأندلس، وبدأ عدد النصارى يتناقص بسبب هجرتهم نحو الممالك النصرانية بعد أن قام الفونسو المحارب بترحيل عدد كبير من الأسر المسيحية. أبرز عمليات تهجير النصارى المعاهدين المستعربين إلى المغرب تمت في شهر رمضان من سنة 519 هـ/ 1125م، الذين اتخذوا من مراكش وسلا ومكناسة وغيرها من بلاد العدوة مستقرا لهم, بعد أن وقع نظر القاضي ابن رشد الجد على تغريب وإجلائ فئة كبيرة منهم عن أوطانهم، بسبب تورطهم في التعاون مع جيش ألفونسو المحارب. كما يعد أسرى الحرب رافدا آخر لتوافد المسيحيين وتواجدهم بأرض المغرب الأقصى، ولضخامة معركة الزلاقة، وصل عدد الأسرى الذين سقطوا في يد المرابطين إلى عشرين ألف، تم نقلهم إلى المغرب الأقصى إن صحت رواية مارمول كاربخال.

### اليهود

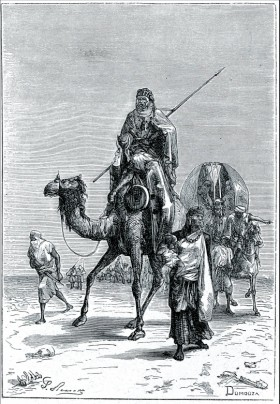
بنيامين التطيلي، رحالة يهودي أندلسي، تنقل بحرية في رحلة زار فيها قرابة 190 مدينة شرقية وأوروبية، وتحول ما دونه في الرحلة إلى مصدر مهم عن الديموغرافيا اليهودية.

لم يؤسس يهود الأندلس مدارسهم المستقلة إلا بعد تعربهم وتشربهم الحضارة العربية الإسلامية، الأمر الذي جعل حلقاتهم العلمية تنفتح بالكامل على هذه الحضارة، على عكس تاريخهم القديم الذي تميز بالسرية والانغلاق نظرا للقمع الذي تعرضوا له على مر الزمان، وأمكنهم ذلك من الإبداع من داخلها، فأنتجوا أهم أدبياتهم الفكرية والأدبية التي تحتل مكان الصدارة حتى العصر الحديث، وتدهور وضعهم بتدهور العالم الإسلامي. وعند دخول المرابطين الأندلس كان نفوذ اليهود كبيرًا، حيث كان عدد كبير منهم يفضلون الاستيطان في مدن أندلسية أو مغربية، لدرجة أنهم كانوا يقولون عن غرناطة مدينة اليهود، أو أليسانة التي كان كل سكانها من اليهود فقط. وبعد حدوث مجزرة غرناطة بحق اليهود في غرناطة الزيرية في 9 صفر 459هـ/30 ديسمبر 1066م، والتي وقعت بسبب استحواذ واستبداد كبير وزراء طائفة غرناطة اليهودي ابن نغريلة الذي خدم عند حبوس بن ماكسن وباديس بن حبوس، وابنه يوسف الذي أصبح كاتبا عند بلقين بن باديس، نتج عنه استئثار اليهود بالمناصب الكبرى، فثارت العامة على كل يهود غرناطة، بعد قصيدة سياسية تحريضية من أبي إسحاق الألبيري، وتقول الدراسات اليهودية، أنه بعد سقوط ملوك الطوائف في يد يوسف بن تاشفين، عوض اليهود ما فقدوه في تلك الثورة، حيث تم نهب أموالهم من طرف عامة المدينة، رغم أنها أقل بكثير مما انتهبه من مستضعفي غرناط أحد أبناء إسماعيل بن النغريلة. وتعتبر تلك المذبحة الوحيدة التي سجلها تاريخ الإسلام بالأندلس والمشرق. وبفضل فقه النوازل، الذي تميز بالاجتهاد والاستنباط، صبغت روح العدالة العلاقات الاجتماعية بين سكان الأندلس. واضطر العديد من العلماء اليهود إلى الهجرة من شبه الجزيرة الأيبيرية، عقب معاناتهم من حكم المرابطين الذين أجبروهم على اعتناق الإسلام أو الموت، ونزح الكثير من اليهود إلى مناطق إسلامية أكثر تسامحاً أو هربوا إلى الممالك المسيحية، من أمثال ابن ميمون الذي ولد في قرطبة واستقر به الأمر في مصر.

برز العديد من الحاخامات والشعراء والعلماء العبرانيين كصمويل الفاسي حبر مراكش، الذي اعتنق المسيحية أيام المرابطين، وتسمى باسم صامويل ماروشيتانيوس (باللاتينية: Samuel Marochitanus) والذي شغل مناصب مرابطية كبيرة، كالمشاركة في بيعة سجلماسة. وابن عزرا الذي برع في الفلسفة وعلم الفلك والرياضيات والشعر واللغة وشرح القوانين التلموذية في 24 مجلد. وإسحاق الفاسي أحد ألمع الأسماء اليهودية، استقر بفاس وأدار بها مركزا يهوديا ضخما، وانتقل بعدها إلى لوسينا، وتلميذه يهوذا اللاوي الطبيب والفيلسوف والشاعر الأندلسي، واشتهر بين علماء اليهود بلا منازع، وإلا يومنا هذا، الفيلسوف والطبيب موسى بن ميمون، الذي تعلم ونشأ في عصر المرابطين، وألف الغالبية العظمى من مؤلفاته باللغة العربية، وتروي بعض المصادر التاريخية أن أسرته اضطرت إلى ترك البلاد بسبب ضغط المرابطين عليهم، وهذا خطأ تاريخي لأن أسرة ابن ميمون لم تغادر الغرب الإسلامي إلا في أوائل عهد الموحدين. وبرز أسماء أخرى كالنحوي والحاخام يوسف قمحي، المولود في جنوب الأندلس، والذي نقل أعمال بن ميمون من العربية إلى العبرية، وإبراهيم بارحيا البرشلوني الذي ساهم في نقل الفكر العربي اليهودي إلى سكان أوروبا النصرانية. وكان الكثير منهم يحتكرون تجارة العبيد والجواري البيض والحرير والتوابل، واختصوا في بعض المهن والحرف، كمهنة الترجمة التي كانت في ذلك العصر تجارة مربحة تدر على أصحابها أموال طائلة، أبرز ممتهنيها كبير النقلة جيراردو الكريموني الذي بدأ العمل أيام المرابطين في طليطلة، واشتهر بترجمة كتاب المختصر في حساب الجبر والمقابلة والمجسطي، كما برز يهوذا بن طيبون وهو من أسرة يهودية أندلسية اشتهرت بالترجمة، عُرف بلقب أبا النقلة اليهود. وساهم اليهود في الإدارة والسلطة، وتلقب بعضهم بلقب الوزير في عصر المرابطين، كالشاعر أبو يعقوب سليمان بن المعلم الذي حمل صفة الأمير والوزير، وصاحب النفوذ الكبيرة أبو الحسن أبراهام بن مير بن كامنيال، الذي كان يتزعم اليهود ويحمي مصالحهم، وأبو إسحاق بن مهاجر، ومنهم الوزير سليمان بن فاروسال الذي اغتيل في 2 ماي 1108م، خلال مهمة دبلوماسية إلى الممالك الأسبانية بعد معركة أقليش التي انتصر فيها المرابطون ضد جيوش قشتالة. ومن السياسات المرابطية التي تعتبر ضد اليهود، ظهرت معظمها في أواخر سنوات الدولة المرابطية، بعض الإجراءات الاحتياطية في مراكش التي قام بها علي بن يوسف بمنع اليهود من المبيت في العاصمة ليلا، نظرًا للظرفية السياسية والصراعات الداخلية المتعددة في أكثر من جبهة في المغرب ضد ابن تومرت. وصدرت بعض الفتاوي تؤيد معاقبة اليهود والنصارى الذين يتشبهون بالمسلمين. وأخرى تمنع أهل الذمة من الإشراف على المسلمين في منازلهم، أو بيع الخمر والخنزير في أسواق المسلمين. ونصح ابن عبدون، وهو إشبيلي عاصر المرابطين وألف كتاب في الحسبة، بعدم بيع الكتب العلمية لليهود، لأنهم، حسب قوله، ينتحلون كتب المسلمين في الطب وفي علوم شتى: 
| الدولة المرابطية | يجب ألا يباع من اليهود، ولا من النصارى، كتاب علم إلا ما كان من شريعتهم، فإنهم يترجمون كتب العلوم، وينسبونها إلى أهلهم وأساقفتهم، وهي من تواليف المسلمين. | الدولة المرابطية |

## حكام المرابطين
| ترتيب | سنوات الحكم  | الاسم             |
| 1     | 1042 - 1043م | يحيى بن إبراهيم   |
| 2     | 1043 - 1055م | عبد الله بن ياسين |
| 3     | 1055 - 1071م | أبو بكر بن عمر    |
| 4     | 1071 - 1106م | يوسف بن تاشفين    |
| 5     | 1106 - 1143م | علي بن يوسف       |
| 6     | 1143 - 1145م | تاشفين بن علي     |
| 7     | 1145 - 1145م | إبراهيم بن تاشفين |
| 8     | 1145 - 1147م | إسحاق بن علي      |

## دراسات
صدرت دراساتٌ وبحوث كثيرة عن المرابطين ودولتهم وأحوالهم، وقد خصَّت المؤرِّخة الدكتورة عصمت دندش المرابطين بعدد من الكتب والبحوث، منها:
1. الأندلس في نهاية المرابطين ومستهل الموحِّدين: عصر الطوائف الثاني، دار الغرب الإسلامي ببيروت، 1988.
2. دور المرابطين في نشر الإسلام في غرب إفريقيا، دار الغرب الإسلامي ببيروت، 1988.
3. أضواء جديدة على المرابطين، دار الغرب الإسلامي بيروت، 1991.[422]
4. أدوار سياسية لنساءٍ في دولة المرابطين، دار الغرب الإسلامي ببيروت، 1991.[423]

## وصلات خارجية
- المرابطون على موقع الموسوعة البريطانية (الإنجليزية)